# Plan Schlieffen
Vous lisez un « bon article » labellisé en 2013.

Schéma montrant l'idée d'ensemble du plan Schlieffen de 1905 (différent de celui appliqué en 1914) : sont indiqués les axes d'offensive des armées, ainsi que les différentes fortifications allemandes (en rouge), belges et françaises (en bleu).

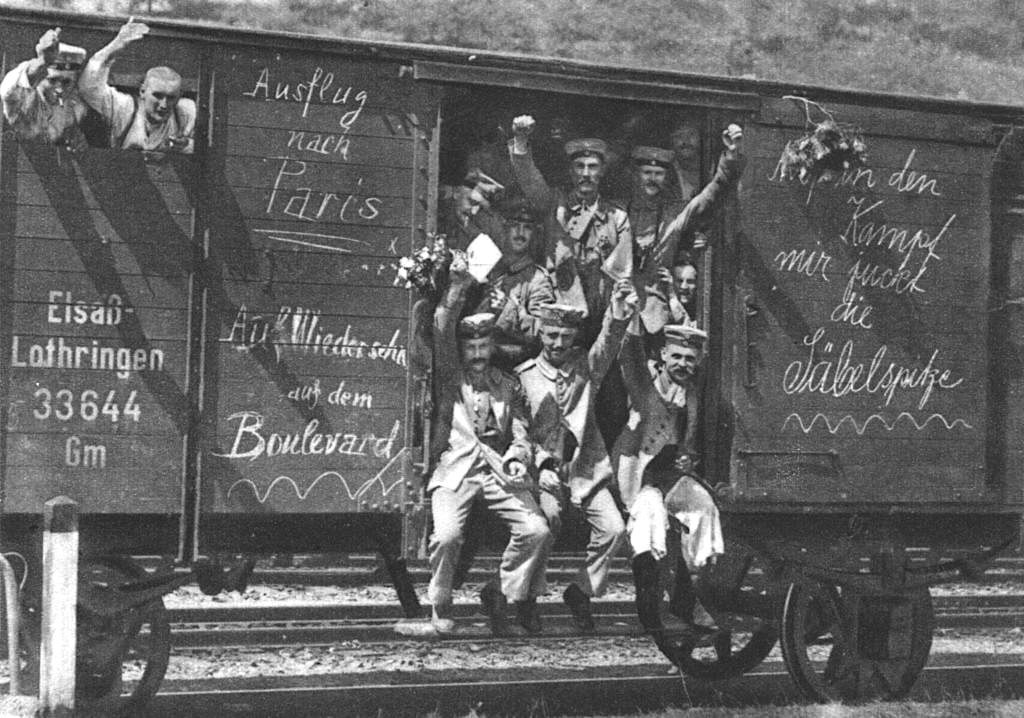
Le plan Schlieffen est avant tout un plan de déploiement, le transport des troupes étant réalisé par chemin de fer. Ici un départ lors de la mobilisation d'août 1914 ; sur le wagon de la Cie d'Alsace-Lorraine : Ausflug nach Paris (voyage vers Paris), Auf Wiedersehn auf dem Boulevard (à bientôt sur le boulevard) et Auf in den Kampf, mir juckt die Säbelspitze (au combat, il me démange d'utiliser la pointe de mon sabre).

Le plan Schlieffen (der Schlieffenplan) est un plan militaire datant de 1905, qui a été appliqué sous une forme modifiée par les armées allemandes au tout début de la Première Guerre mondiale. Il doit son surnom au général von Schlieffen, chef de l'État-Major général de l'Armée allemande de 1891 à 1905, mais c'est le général von Moltke qui a adapté continuellement le plan de 1906 à 1913 (d'où son nom d'Aufmarschplan 1914, « plan de déploiement de 1914 ») et l'a fait appliquer en août 1914 (d'où les autres surnoms de plan Schlieffen-Moltke ou de plan Moltke).
Les idées maîtresses de ce plan sont d'abord de concentrer le gros des armées allemandes le long des frontières occidentales du Reich en n'assurant qu'une protection minimale à l'est face au danger russe. Ensuite, une attaque à travers le Luxembourg et la Belgique contournerait, par le nord, toutes les forces françaises massées le long de la frontière franco-allemande. L'aile droite marchante allemande pivoterait vers le sud pour prendre Paris et enfin encercler les troupes françaises. Ce plan implique l'obtention d'un droit de passage par la Belgique ou, à défaut, le passage en force avec violation de la neutralité belge.
Sa mise en application au tout début d'août 1914 a donné l'occasion aux armées allemandes de remporter la bataille des Frontières (du 7 au 23 août), mais le plan n'a pas permis d'emporter la décision avec la mise en échec des forces allemandes lors de la bataille de la Marne (du 6 au 9 septembre). Par la suite, le plan Schlieffen a été instrumentalisé, d'abord présenté comme une mécanique parfaite, il est devenu le symbole du militarisme allemand. Les autres puissances militaires ont leur plan équivalent, notamment la France avec le plan XVII.

## Plans antérieurs

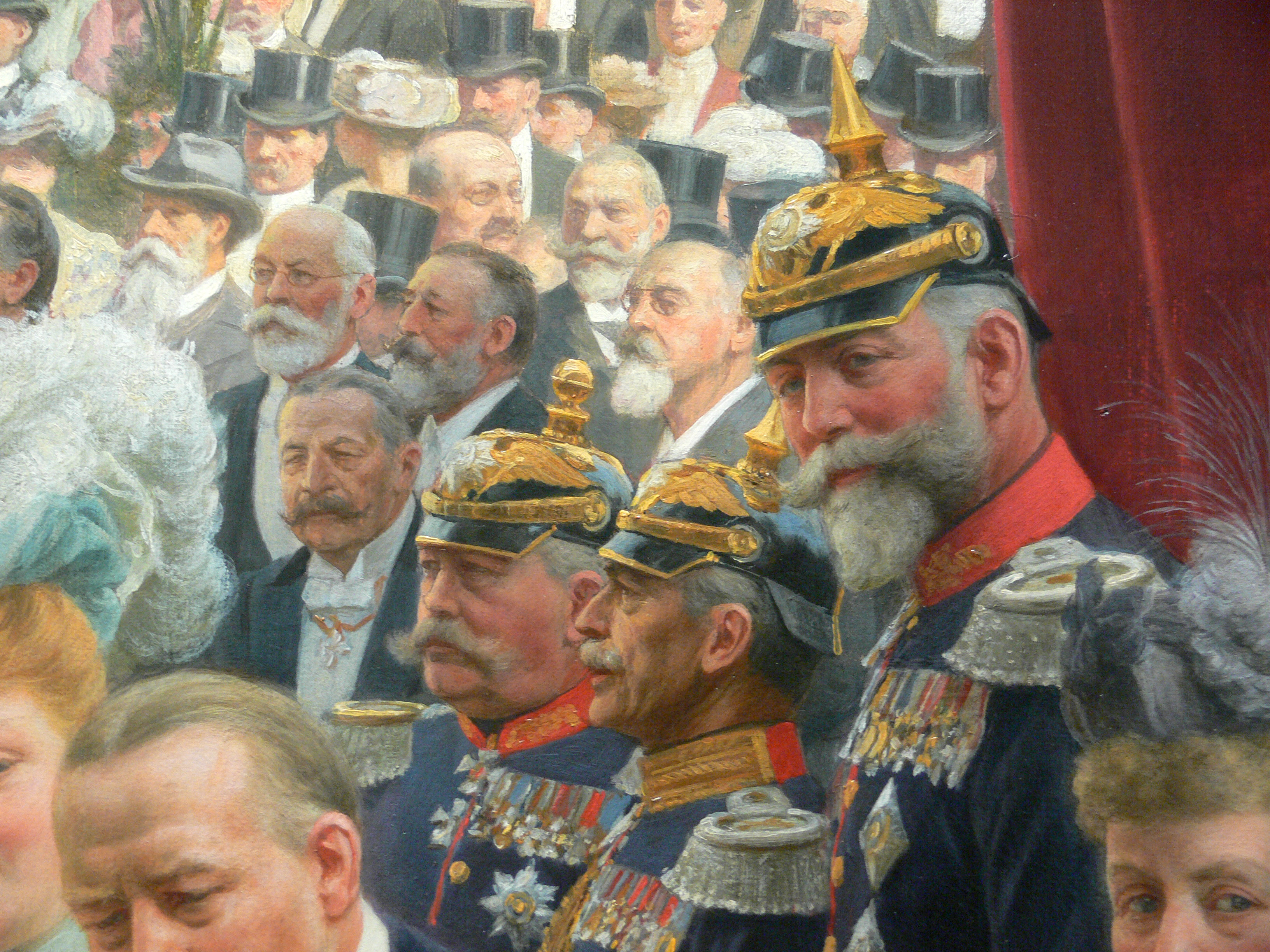
Les officiers généraux bénéficient d'un prestige considérable dans la société allemande. Détail d'un tableau d'Anton von Werner, Enthüllung des Richard-Wagner-Denkmals im Tiergarten, 1908.

Depuis le milieu du XIXe siècle, il est prévu en cas de guerre dans un premier temps d'augmenter considérablement les effectifs de l'Armée prussienne en mobilisant les réservistes, dans un deuxième temps de déployer ces troupes grâce aux voies ferrées et enfin démarrer dans un troisième temps les opérations. La planification dès le temps de paix de cette mobilisation, de ce déploiement et de ces premières opérations est, dans le royaume de Prusse puis dans l'Empire allemand, du ressort du « Grand État-Major général » (le großer Generalstab, fondé en 1808) de Berlin. Ce plan, appelé Aufmarschplan (plan de déploiement), est renouvelé annuellement pour correspondre au mieux aux besoins et aux moyens ; son élaboration commence en octobre, le plan de transport est établi durant l'hiver pour entrer en vigueur au 1er avril.
Jusqu'à 1914, les états-majors allemands s'entraînent et testent leurs plans régulièrement, lors des manœuvres impériales annuelles (Kaisermanöver), ainsi que lors des voyages d'état-major (Stabreisen, en été sur le terrain) et lors des jeux de guerre (Kriegsspiel, en hiver sur des cartes). La conception de ces plans de guerre dépend étroitement du contexte, changeant au gré des alliances et de l'évolution des rapports de force avec les États voisins.

« Même ce premier déploiement [Aufmarsch] de l'armée ne peut être organisé sans plan sérieux d'opération, au moins dans ses traits généraux. Le premier déploiement de l'armée est lié de manière inséparable aux opérations elles-mêmes. Pour cela, on doit prendre en considération les facteurs les plus divers, géographiques, gouvernementaux et politiques. »

— Helmuth von Moltke, Plan d'opération, objet de la guerre et objets d'opération.

### Avant 1871

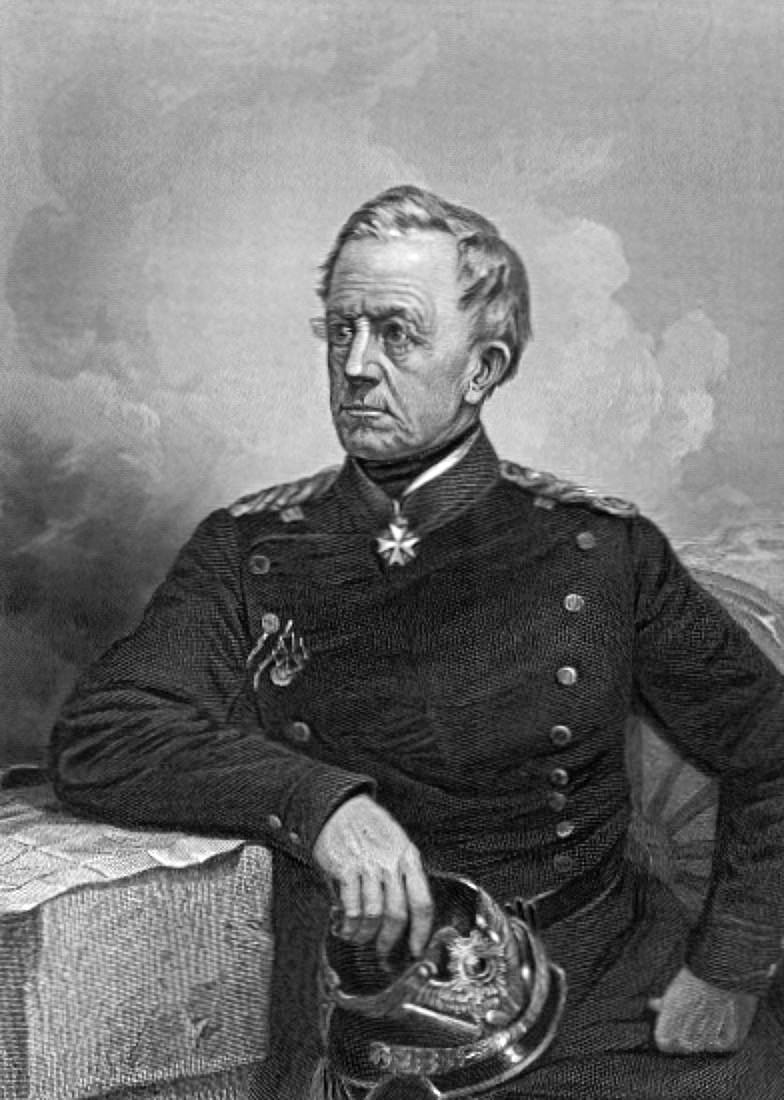
Helmuth Karl Bernhard Graf von Moltke (surnommé « Moltke l'Aîné »), chef de l'État-Major général de 1857 à 1888, Generalfeldmarschall à partir de 1871.

Helmuth von Moltke, chef de l'État-Major général de 1857 à 1888, a établi plusieurs plans, répondant à chaque cas de figure (guerre contre le Danemark, contre l'Autriche, contre la France, contre l'Autriche et la France en même temps, contre la Russie et la France en même temps, etc.), les appliquant en 1864 (guerre des Duchés), 1866 (guerre austro-prussienne) et 1870 (guerre franco-allemande) :

« Chaque année la mobilisation de l'armée de la Confédération du Nord avait été élaborée à nouveau et adaptée à la situation du moment [...] Pour tous les corps de troupes, on élabora le plan de transports et les tableaux de marches ; on fixa à chacun d'eux le lieu d'embarquement, le jour et l'heure du départ, la durée du voyage, les stations de repos et le point de débarquement. Dans la région où devait avoir lieu la concentration, les cantonnements étaient nettement délimités par corps d'armée et divisions ; l'on avait en outre préparé l'établissement de magasins. Aussi, quand la guerre éclata réellement, il suffit que le roi signât un ordre pour que cette vaste mobilisation suivît son cours. »

— Helmuth von Moltke, La Guerre de 1870.

### De 1871 à 1891
Si la guerre de 1870-1871 a permis l'affaiblissement de la France et l'unification de l'Allemagne, la République française réarme rapidement (lois de conscription dès 1872 et programme de fortifications de 1874). L'Empire austro-hongrois devient l'allié de l'Allemagne en 1879, mais le soutien à l'expansion autrichienne dans les Balkans entraîne l'alliance franco-russe de 1892. Ces éléments déterminent la possibilité d'une guerre contre deux adversaires principaux, la France à l'ouest et la Russie à l'est (l'attitude du royaume d'Italie et du Royaume-Uni, dont les armées sont jugées faibles, reste floue). Moltke envisage donc plusieurs plans dans les années 1870 :
- envoyer la moitié de l'armée allemande défendre l'Alsace-Lorraine et l'autre moitié attaquer en Pologne (1871) ;
- en cas de guerre contre la France seule, offensive massive à partir de la Lorraine (1875) ;
- concentrer la majorité de l'armée (14 corps d'armée sur 18) à l'ouest pour s'assurer une victoire rapide à but limité, sans marche sur Paris, puis se rabattre à l'est (1877)[8] ;
- concentrer la majorité à l'est (laissant seulement quatre corps face aux Français), écraser les Russes en Pologne puis rapatrier cette majorité sur le Rhin (avril 1879)[9] ;
- moitié à l'ouest (neuf corps) et moitié à l'est, en s'aidant d'une attaque autrichienne venant de Galicie (octobre 1879)[10].

Le nouveau chef de l'État-Major général de 1888 à 1891, Alfred von Waldersee (quartier-maître général auprès de Moltke depuis 1882), hésite lui aussi alternativement entre un déploiement majoritaire à l'ouest (Westaufmarsch : 1888 et 1890) ou à l'est (Ostaufmarsch : 1889).

### De 1891 à 1904
Son successeur à partir de 1891, Alfred von Schlieffen, fait le choix en 1893 d'un déploiement vers l'ouest (Aufmarschplan 1894, puis 1895), en attaquant frontalement entre les places fortes de Verdun et de Toul (sur les côtes de Meuse) après une attaque de diversion sur Nancy, des pièces d'artillerie lourde tractées devant s'occuper des fortifications françaises. En 1895, il envisage une attaque au nord de la place de Verdun, mais y renonce temporairement, faute d'avoir assez de troupes. Il trouve les moyens nécessaires en intégrant au corps de bataille les divisions de réserve (composées de réservistes), puis tous les « fonds de tiroir » : les hommes de la Landwehr (ceux en surplus, parfois âgés), de l’Ersatz (les remplaçants) et même de la Landsturm (les plus vieux).
|                        | 1re armée        | 2e armée         | 3e armée         | 4e armée         | 5e armée         | Détachement      |
| Centres de déploiement | Merzig           | Sarrebruck       | Sarreguemines    | Saverne          | Kreuzburg        | Prusse-Orientale |
| Zones de déploiement   | face à la France | face à la France | face à la France | face à la France | face à la Russie | face à la Russie |
| Divisions d'infanterie | 8                | 6                | 6                | 10               | 7                | 2                |
| Divisions de réserve   | 3                | 4                | 3                | 5                | 4                | 2                |
| Divisions de cavalerie | 2                | 2                | 1                | 1                | 3                | 1                |
| Brigades de Landwehr   | 1                | 1                | 1                | 6,5              | 6                | 7                |

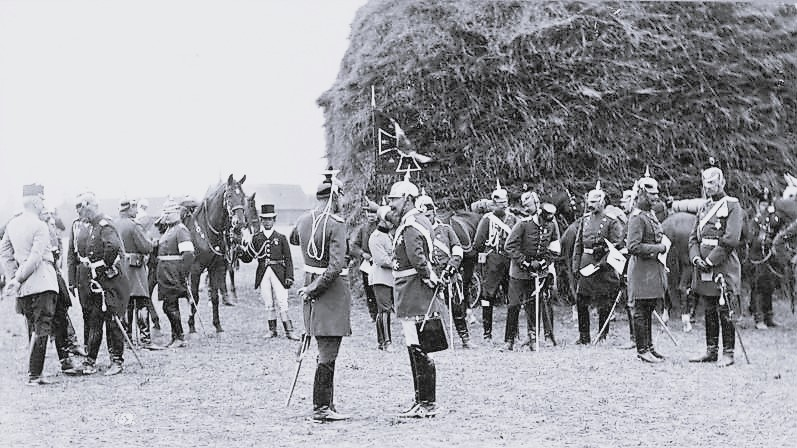
La suite impériale lors des manœuvres (Kaisermanöver) de 1900 : au premier plan l'archiduc d'Autriche François-Ferdinand et l'empereur Guillaume II (portant le casque à pointe du 1er régiment de chasseurs à cheval), à l'arrière-plan à l'extrême-droite le général Schlieffen.

Dans un mémoire du 2 août 1897, Schlieffen considère que l'espace manque entre Verdun et la frontière belge, que les routes autour de Longwy et de Montmédy sont trop peu nombreuses : « par conséquent une offensive qui se développerait au nord de Verdun ne doit pas hésiter à violer la neutralité de la Belgique en plus de celle du Luxembourg ». En octobre 1898, il évoque la concentration à l'ouest de presque toute l'armée, ne laissant face aux Russes que les troupes levées en Prusse-Orientale, avec ordre d'évacuer derrière la Vistule ; à l'ouest, il propose une attaque « par le Luxembourg qui n'a pas d'armée, et par la Belgique qui retirerait son armée relativement faible vers ses forteresses », avec franchissement de la Meuse entre Donchery et Stenay. Les plans de 1897 et 1898 prévoient en conséquence la concentration de la droite allemande, la 1re armée, à Trèves, puis à Remich, c'est-à-dire près de la frontière germano-luxembourgeoise.
En 1899, ce n'est pas un mais deux plans de déploiement (décidés à l'automne 1898) qui sont prêts : l’Aufmarsch I est prévu en cas de guerre contre la France seule, l’Aufmarsch II en cas de guerre sur deux fronts. Le premier prévoit le déploiement encore plus au nord de l'aile droite allemande, avec la 1re armée à Gerolstein et la 2e à Trèves (total de huit corps d'armée sur les 20 alors disponibles, soit 26 divisions) ; le second répartit les forces équitablement entre l'est et l'ouest. Les plans de 1900 à 1904 reprennent ces dispositions, un datant de 1903 (étudié en 1902) prévoyant une attaque en tenaille en Pologne, l'une au nord en franchissant le Narew entre Pulstuck et Lomza, et l'autre au sud par les Autrichiens.
|                        | 1re armée          | 2e armée           | 3e armée         | 4e armée         | 5e armée         | 6e armée         | 7e armée         | 8e armée         |
| Centres de déploiement | Gerolstein         | Trèves             | Sarrelouis       | Sarreguemines    | Buschwiller      | Saverne          | Posen            | Marienburg       |
| Zones de déploiement   | face au Luxembourg | face au Luxembourg | face à la France | face à la France | face à la France | face à la France | face à la Russie | face à la Russie |
| Divisions d'infanterie | 6                  | 8                  | 6                | 6                | 6                | 6                | 6                | 6                |
| Divisions de réserve   | 8                  | 2                  | 5                | 0                | 0                | 0                | 6                | 6                |
| Divisions de cavalerie | 3                  | 4                  | 0                | 0                | 0                | 0                | 1                | 2                |
| Brigades de Landwehr   | 3                  | 4                  | 4                | 3                | 3                | 2                | 3                | 1                |

|                        | 1re armée        | 2e armée         | 3e armée         | 4e armée         | 5e armée         | 6e armée         | 7e armée         |
| Centres de déploiement | Jünkerath        | Coblence         | Mayence          | Graudenz         | Riesenburg       | Rastenburg       | Insterburg       |
| Zones de déploiement   | face à la France | face à la France | face à la France | face à la Russie | face à la Russie | face à la Russie | face à la Russie |
| Divisions d'infanterie | 6                | 10               | 4                | 4                | 6                | 8                | 10               |
| Divisions de réserve   | 3                | 0                | 3                | 5                | 2                | 0                | 4                |
| Divisions de cavalerie | 2                | 1                | 2                | 2                | 0                | 1                | 2                |
| Brigades de Landwehr   | 3                | 3                | 4                | 3                | 0                | 0                | 0                |

## Plan de 1905

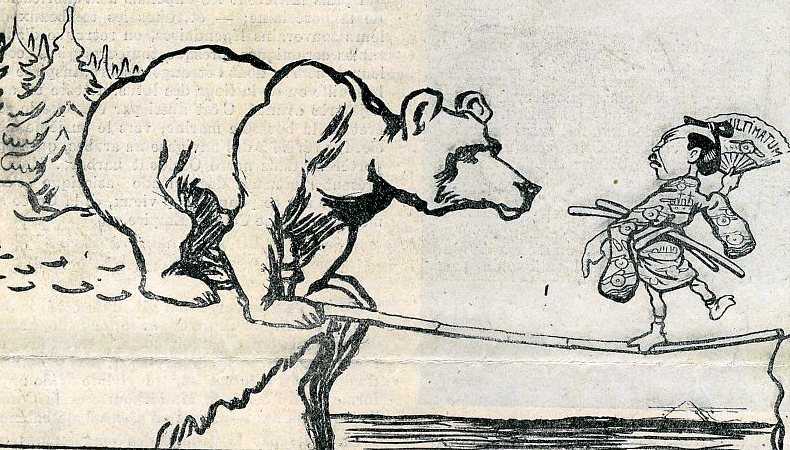
« Périlleux exercice japonais », dans Le Patriote Illustré (un hebdomadaire belge) du 14 février 1904. L'Empire russe perdit lors de la guerre russo-japonaise environ 200000 hommes, une partie importante de sa flotte, de ses officiers et de son artillerie.

La guerre russo-japonaise (de janvier 1904 à septembre 1905) et l'agitation due à la Révolution russe de 1905 (manifestations et grèves de janvier à octobre) éliminent le danger russe pour l'Allemagne. En été 1904, les services du Grand État-Major général chargé d'évaluer les armées adverses estiment qu'il n'y a pas de risque d'une guerre sur deux fronts, pour la première fois depuis la fin des années 1880.
La conséquence militaire est la modification du plan allemand à partir de l'automne 1904, qui devient applicable au 1er avril 1905 (c'est lui qui a été surnommé « plan Schlieffen »). Les conséquences politiques sont la crise de Tanger (Guillaume II y fait un discours le 31 mars 1905 pendant une croisière en Méditerranée) et une tentative de rapprochement germano-russe (le 24 juillet 1905 à Björkö). Dans ce contexte, le plan Schlieffen de 1905 ne vise pas à battre rapidement la France pour se tourner contre la Russie mais plutôt, par une victoire sur la France, à atteindre son alliée le Royaume-Uni.

### Déploiement prévu
Le plan de déploiement de 1905 prévoit de ne laisser à l'est que quelques divisions de réserve et des brigades de Landwehr (appuyées par la Landsturm), en Silésie et en Posnanie (rien en Prusse-Orientale) puisqu'on n'envisage pas l'entrée en guerre de l'Empire russe cette année-là. Grâce à cette économie de moyens, l'État-Major envisage la concentration de la quasi-totalité des forces allemandes à l'ouest, soit 51 divisions d'infanterie, 28 de réserve, 11 de cavalerie et 21 brigades de Landwehr, regroupées en huit armées. Cinq de ces armées (soit 57 divisions) sont déployées face aux Pays-Bas, à la Belgique et au Luxembourg, les trois autres (33 divisions) face à la France.
La 1re armée (17 divisions) se retrouve centrée sur Viersen (près de Düsseldorf) son aile droite allant jusqu'à Wesel et la 2e (14 divisions) à Aix-la-Chapelle : leur mission est désormais de marcher sur Anvers et Bruxelles, en passant par les ponts de Ruremonde, de Maastricht et de Liège. « De la part de la Hollande, on doit s'attendre à une attitude plutôt amicale qu'hostile, alors qu'il faut s'attendre à une attitude hostile de la Belgique ».
Au sud, le long de la frontière germano-luxembourgeoise doivent être déployées trois autres armées, la 3e (11 divisions), la 4e (six divisions) et la 5e (six divisions) ; leur mission est de traverser le Luxembourg puis l'Ardenne belge. Au sud-est, la défense de la Lorraine est confiée à la 6e armée (six divisions) concentrée à Sarrelouis, à la 7e (treize divisions) à Metz et à la 8e (14 divisions) à Sarralbe, tandis que celle de la Basse-Alsace et du pays de Bade est assurée par des unités de Landwehr.
|                        | 1re armée                     | 2e armée                      | 3e armée           | 4e armée           | 5e armée           | 6e armée         | 7e armée         | 8e armée         |
| Centres de déploiement | Viersen                       | Aix-la-Chapelle               | Gemünd             | Bitburg            | Trèves             | Sarrelouis       | Metz             | Sarralbe         |
| Zones de déploiement   | face aux Pays-Bas et Belgique | face aux Pays-Bas et Belgique | face au Luxembourg | face au Luxembourg | face au Luxembourg | face à la France | face à la France | face à la France |
| Divisions d'infanterie | 6                             | 8                             | 6                  | 6                  | 6                  | 6                | 6                | 6                |
| Divisions de réserve   | 8                             | 2                             | 5                  | 0                  | 0                  | 0                | 6                | 6                |
| Divisions de cavalerie | 3                             | 4                             | 0                  | 0                  | 0                  | 0                | 1                | 2                |
| Brigades de Landwehr   | 3                             | 4                             | 4                  | 3                  | 3                  | 2                | 3                | 1                |

### Exercices sur carte

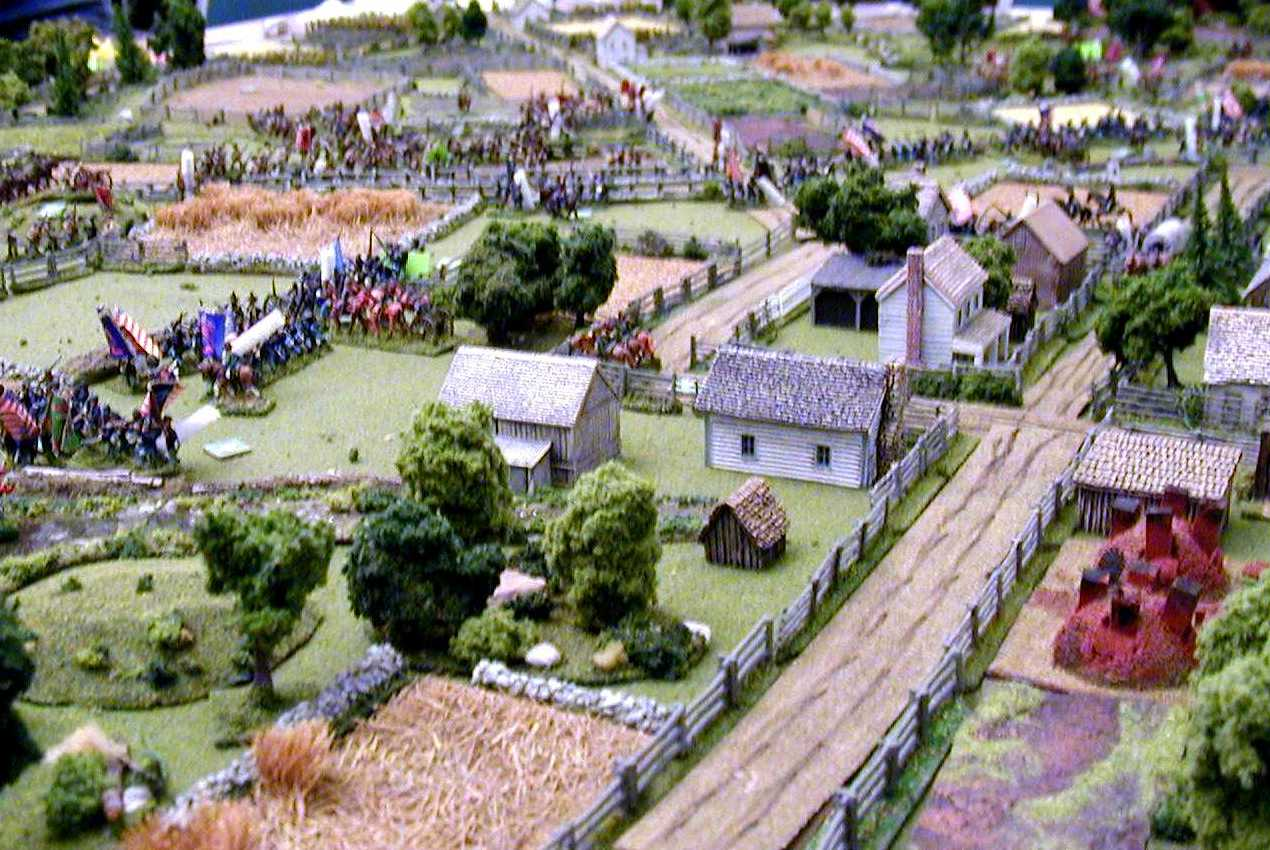
Le Kriegsspiel (jeu de guerre) est largement utilisé par les états-majors pour étudier des problèmes tactiques et stratégiques. Ceux du Grand État-Major général allemand se faisaient sur cartes, avec des règles, un arbitre et des jets de dés (simulant ainsi le hasard de la guerre), très proches de ceux actuels. Ici une partie avec figurines réalisée en 2003 reconstituant un combat de la guerre de Sécession.

Ce plan de déploiement et les opérations qu'il implique sont mis à l'épreuve lors d'une série de Kriegspielen menés à l'occasion d'un voyage de l'État-Major général (Generalstabreise) dans le Reichsland en juin et juillet 1905. Pour tester différents scénarios de réactions françaises, quatre officiers de l'État-Major sont mis successivement à la tête du camp français, affrontant Schlieffen qui est à la tête du camp allemand :
- le colonel von Steuben, lance une attaque française en Lorraine et en Alsace, mais Schlieffen détache deux armées de l'aile droite allemande pour contre-attaquer entre Metz et la Sarre, tout en poursuivant l'enveloppement par le nord : défaite française[27] ;
- le lieutenant-colonel von Freytag-Loringhoven réagit par une contre-offensive française frontale en Belgique, Schlieffen lance alors une attaque de sa gauche à partir de Metz et perce le centre français sur la Meuse et encercle une partie de l'aile gauche française ; la vallée de l'Aisne est atteinte le 32e jour, la Seine est franchie en amont de Paris à partir du 40e jour, la côte d'Or est abordée le 50e et la frontière suisse le 56e jour[28] ;
- le major Kuhl attaque en Lorraine et au Luxembourg mais se fait envelopper par le nord : l'aile droite allemande borde la Somme et l'Aisne le 23e jour, repousse l'aile gauche française sur Paris, enfin passe la Seine autour de Rouen au 32e jour[29] ;
- le colonel Matthias redéploie d'abord le dispositif français de Lille aux Vosges et reste sur la défensive derrière la Meuse[30] : il obtient les meilleurs résultats mais, il est battu.

Un autre Kriegspiel est réalisé en décembre 1905, avec un scénario de guerre sur deux fronts (un Aufmarsch II en prévision du retour de la Russie comme menace), intégrant l'intervention des Britanniques qui débarquent trois corps à Dunkerque et Calais (l'Entente cordiale vient juste d'être signée). Le parti allemand déclenche une offensive contre les Russes avec 38 divisions en se maintenant sur la défense à l'ouest. Les Français passent alors à l'offensive en Lorraine et en Belgique, cette dernière appelant à l'aide l'Allemagne. Après la contre-attaque en Lorraine, l'aile gauche allemande est ramenée au nord de Metz pour une attaque de flanc à travers l'Ardenne belge, tandis qu'une partie des forces sont rapatriées de Prusse-Orientale : le jeu se termine par un encerclement de l'aile gauche française entre Namur, Liège et Anvers.

### Grand mémoire
En décembre 1903, Guillaume II propose à Schlieffen dans une lettre de désigner l'adjudant-major von Moltke (le neveu de l'ancien maréchal) comme son successeur. Celui-ci est nommé quartier-maître général en février 1904, puis chef de l'État-Major général à la fin de l'année 1905. Juste après avoir pris sa retraite, Schlieffen adresse à Moltke en février 1906 un Denkschrift (mémoire, ou mémorandum) de 25 pages qui a pour titre Krieg gegen Frankreich (« Guerre contre la France », souvent appelé le « grand mémoire » pour le différencier des autres travaux d'état-major, il est aussi surnommé « plan Schlieffen ») antidaté du 31 décembre 1905, complété par un mémoire additionnel sur la participation britannique daté de février 1906.
Schlieffen commence son texte en rappelant l'importance des fortifications françaises (« La France doit être considérée comme une grande forteresse »), et il insiste sur les difficultés d'une attaque frontale de ses places fortes :

« Une attaque frontale sur le front Belfort-Verdun offre peu de chances de succès. Un enveloppement par le sud nécessite une campagne victorieuse contre la Suisse et la conquête des forts du Jura, entreprises prenant du temps, au cours de laquelle les Français ne resteront pas inactifs. Plus prometteur qu'une attaque frontale […] semble être un enveloppement au nord-ouest […]. Pour y arriver, il faut maîtriser la frontière franco-belge sur la rive gauche de la Meuse avec les places fortes de Mézières, Hirson, Maubeuge, trois petits forts d'arrêt, Lille et Dunkerque et, pour arriver là, la neutralité du Luxembourg, de la Belgique et des Pays-Bas doit être violée. La violation de la neutralité du Luxembourg ne donnera que des protestations, sans conséquences significatives. Les Pays-Bas voient en la France alliée à l'Angleterre autant un ennemi que l'Allemagne. Un accord avec eux est peut-être possible. La Belgique offrira une résistance. Son armée se retirera quand les Allemands passeront au nord de la Meuse, leur programme prévoyant d'aller à Anvers où il faudra la bloquer. »

Le document évoque ensuite dans ses grandes lignes la manœuvre à faire réaliser par l'aile marchante, en évitant les places-fortes dont l'encerclement est prévu : cinq corps de réserve pour Anvers, deux brigades de Landwehr pour Liège, deux autres pour Namur, deux pour Maubeuge, deux pour Lille, trois pour Dunkerque et une pour Mézières, Givet, Hirson, Longwy et Montmédy. Les armées allemandes doivent être alignées le long de la frontière franco-belge au 22e jour après la mobilisation. Puis, le texte envisage la suite des opérations, notamment avec la probabilité d'une contre-attaque française en Belgique et leur retraite avec l'éventualité de rétablissements du dispositif français derrière la Somme (qui devrait être atteinte au 31e jour), l'Oise, l'Aisne, la Marne ou la Seine. Pour assurer la victoire, « il faut compter pour la lutte contre la position de l'Aisne-Oise-Paris : 25 corps d'armée, deux corps de réserve et demi, ainsi que six corps nouvellement formés. 33 corps et demi sont nécessaires. Parmi ceux-ci, le tiers devra envelopper Paris. » Treize corps doivent passer la Seine en aval de Paris, dont six sont chargés du siège du camp retranché par le sud et l'ouest, tandis que les sept autres doivent foncer par Étampes et Montargis vers Auxerre.

« On doit absolument repousser les Français en attaquant leur flanc gauche, vers l'est, contre leurs forteresses de la Moselle, contre le Jura et la Suisse. L'armée française doit être détruite. L'essentiel (pour toute la durée des opérations) est d'avoir une aile droite forte, ce qui permet de gagner les batailles et d'obtenir, lors de la poursuite incessante de l'ennemi avec cette aile très forte, qu'il cède plusieurs fois. Si l'aile droite est très forte, cela ne peut se faire qu'au détriment de la gauche, qui aura donc probablement la tâche de lutter contre des forces supérieures. »

Le mémoire de Schlieffen se termine par une dernière instruction : « il est donc nécessaire que les Allemands soient aussi forts que possible sur l'aile droite, car c'est ici que la bataille décisive est à prévoir. »

## Plans de 1906 à 1914
Helmuth von Moltke devient chef de l'État-Major général le 1er janvier 1906 (les autres successeurs envisagés étaient Beseler, Hindenburg, Bülow et Goltz) et le reste jusqu'en septembre 1914. C'est désormais à lui de diriger l'élaboration annuelle du plan de déploiement.
Le plan de 1906 reprend dans ses grandes lignes celui de 1905, l'Empire russe étant encore jugé hors course pour quelques années, avec affectation à l'ouest de la quasi-totalité du corps de bataille. Les directives pour le déploiement (Aufmarschanweisungen) fournissent les premiers objectifs : la 1re armée (cinq corps de réserve) doit marcher sur Anvers, la 2e (quatre corps d'armée) sur Bruxelles, la 3e (quatre corps d'armée et un de réserve) sur Liège puis Namur, la 4e (quatre corps) sur Givet, la 5e (cinq corps) sur Sedan et la 6e (cinq corps) sur Longuyon, en laissant sa Landwehr dans la Moselstellung et sur la Nied. La 7e armée (trois corps) maintient une position défensive de Morhange à Saint-Avold, tandis que la 8e (un corps d'armée et quatre de réserve) borde la Sarre. Une armée italienne (avec cinq corps) est envisagée sur le Rhin Supérieur.
|                        | 1re armée          | 2e armée           | 3e armée           | 4e armée           | 5e armée     | 6e armée         | 7e armée         | 8e armée         |
| Centres de déploiement | Krefeld            | Düsseldorf         | Aix-la-Chapelle    | Stadtkyll          | Trèves       | Thionville       | Morhange         | Sarreguemines    |
| Zones de déploiement   | face à la Belgique | face à la Belgique | face à la Belgique | face à la Belgique | face au Lux. | face à la France | face à la France | face à la France |
| Divisions d'infanterie | 0                  | 8                  | 8                  | 6                  | 10           | 10               | 6                | 2                |
| Divisions de réserve   | 10                 | 0                  | 2                  | 5                  | 0            | 0                | 4                | 8                |
| Divisions de cavalerie | 2                  | 4                  | 0                  | 1                  | 1            | 2                | 0                | 1                |
| Brigades de Landwehr   | 0                  | 5                  | 4                  | 4                  | 6            | 6                | 1                | 0                |

### Renforcement de la gauche
Les directives pour la préparation du plan 1906 ayant été données par Schlieffen à l'automne 1905, le premier plan conçu entièrement par Moltke est celui de 1907. Le voyage d'état-major de 1906 porte sur l'hypothèse fort probable d'une importante offensive française en Lorraine, qu'il est prévu de contre-attaquer sur les flancs (en partant de Metz à l'ouest et des Vosges à l'est). En conséquence, Moltke décide de renforcer l'aile gauche allemande dans les plans suivants, en concentrant les 4e et 5e plus au sud en 1907 (la 4e devant marcher sur la Meuse, la 5e sur l'Orne et la 6e sur Nancy), puis en confiant la défense du Rhin en Alsace à un corps d'armée en 1908, puis à une 7e armée à partir de 1909.
Cette aile gauche plus puissante doit non seulement défendre l'Alsace-Lorraine, mais aussi contre-attaquer sur la Meurthe, afin « d'empêcher l'ennemi de redéployer ses forces vers son aile gauche » (instruction pour 1909 et 1910). Il est envisagé que la 7e armée, après avoir rempli sa mission de diversion et de fixation, soit transportée ailleurs.
|                        | 1re armée          | 2e armée           | 3e armée     | 4e armée         | 5e armée         | 6e armée         |
| Centres de déploiement | Krefeld            | Eschweiler         | Gerolstein   | Merzig           | St. Johann       | Saint-Avold      |
| Zones de déploiement   | face à la Belgique | face à la Belgique | face au Lux. | face à la France | face à la France | face à la France |
| Divisions d'infanterie | 8                  | 10                 | 11           | 12               | 4                | 5                |
| Divisions de réserve   | 8                  | 4                  | 1            | 2                | 6                | 4                |
| Divisions de cavalerie | 0                  | 3                  | 3            | 2                | 0                | 3                |
| Brigades de Landwehr   | 3                  | 6                  | 2            | 6                | 2                | 1                |

### Retour des deux fronts
En 1908, l'armée russe est considérée comme remise de ses défaites de 1904-1905 en Mandchourie. En conséquence plusieurs plans sont préparés pour les années 1909 à 1912 par le Grand État-Major général :
- l'Aufmarsch I concentre toutes les forces à l'ouest, en cas de guerre contre la France seule ;
- l'Aufmarsch II répartit à peu près équitablement les forces entre l'est et l'ouest, en cas de guerre contre la Russie avec neutralité de la France dans un premier temps ;
- l'Aufmarsch Ia ne met que peu de moyens à l'est face aux Russes et la plupart à l'ouest, en cas de guerre sur deux fronts[47].

En cas de neutralité russe, il est prévu d'appliquer le plan Ia et de redéployer la 8e armée. En cas de guerre avec la Russie, Moltke a promis au chef de l'État-Major autrichien Conrad von Hoetzendorf le 19 mars 1909 que la 8e armée attaquerait sur la Narew.
Toujours en 1908, Moltke renonce à l'idée de faire traverser le Limbourg (l'extrémité sud-est des Pays-Bas) par les forces allemandes ; en conséquence, le plan de 1909 prévoit d'une part la traversée de la Meuse par les deux armées de droite (1re et 2e) entre Huy et la frontière néerlandaise (un espace étroit pour de tels effectifs), d'autre part que la forteresse de Liège doit être enlevée au 4e jour par un coup de main (Handstreich) ou, si ce dernier échoue, par un siège plus lent avec artillerie lourde. Si au 12e jour la ville n'est pas tombée, la 1re armée doit commencer à passer par le nord et la 2e par le sud.
|                        | 1re armée          | 2e armée           | 3e armée           | 4e armée           | 5e armée         | 6e armée         | 7e armée         |
| Centres de déploiement | Grevenbroich       | Stolberg           | Gerolstein         | Trèves             | Sarrelouis       | Saint-Avold      | Strasbourg       |
| Zones de déploiement   | face à la Belgique | face à la Belgique | face au Luxembourg | face au Luxembourg | face à la France | face à la France | face à la France |
| Divisions d'infanterie | 8                  | 8                  | 8                  | 8                  | 8                | 6                | 6                |
| Divisions de réserve   | 4                  | 4                  | 5                  | 6                  | 4                | 2                | 2                |
| Divisions de cavalerie | 0                  | 3                  | 2                  | 1                  | 1                | 3                | 0                |
| Brigades de Landwehr   | 6                  | 3                  | 2                  | 1                  | 5                | 1                | 3,5              |

|                        | 1re armée          | 2e armée           | 3e armée           | 4e armée           | 5e armée         | 6e armée         | 7e armée         | 8e armée         |
| Centres de déploiement | Grevenbroich       | Stolberg           | Gerolstein         | Trèves             | Sarrelouis       | Saint-Avold      | Strasbourg       | Marienburg       |
| Zones de déploiement   | face à la Belgique | face à la Belgique | face au Luxembourg | face au Luxembourg | face à la France | face à la France | face à la France | face à la Russie |
| Divisions d'infanterie | 6                  | 6                  | 6                  | 8                  | 8                | 6                | 6                | 6                |
| Divisions de réserve   | 2                  | 2                  | 5                  | 6                  | 2                | 2                | 2                | 6                |
| Divisions de cavalerie | 0                  | 2                  | 1                  | 1                  | 1                | 3                | 0                | 2                |
| Brigades de Landwehr   | 3                  | 2                  | 2                  | 1                  | 2                | 1                | 3,5              | 7                |

|                        | 1re armée        | 2e armée         | 3e armée         | 4e armée         | 5e armée         | 6e armée         | 7e armée         |
| Centres de déploiement | Bromberg         | Deutsch Eylau    | Lyck             | Welhau           | Bolchen          | Sarrelouis       | Strasbourg       |
| Zones de déploiement   | face à la Russie | face à la Russie | face à la Russie | face à la Russie | face à la France | face à la France | face à la France |
| Divisions d'infanterie | 4                | 8                | 10               | 8                | 8                | 6                | 8                |
| Divisions de réserve   | 2                | 4                | 4                | 4                | 6                | 2                | 2                |
| Divisions de cavalerie | 0                | 2                | 2                | 2                | 4                | 0                | 1                |
| Brigades de Landwehr   | 5                | 1                | 3                | 4                | 3                | 2                | 5                |

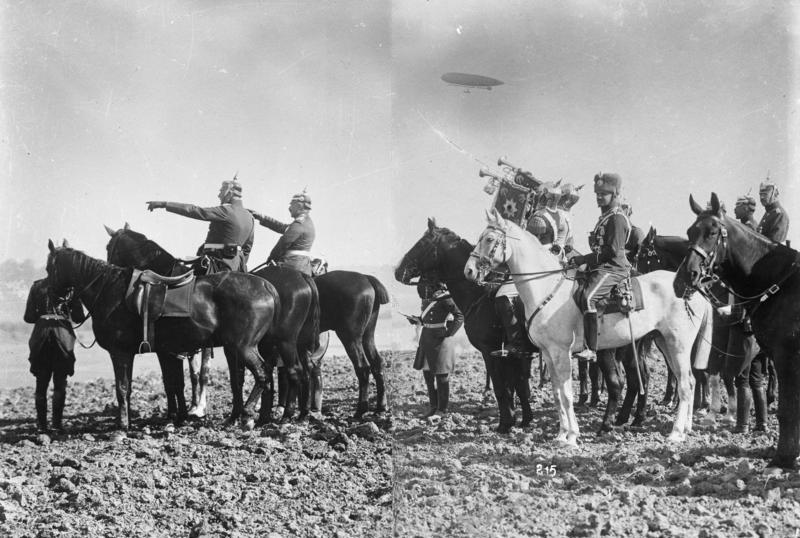
Les manœuvres impériales de 1911, dans le Mecklenbourg (Uckermark) : l'empereur et son chef de l'État-Major général suivant les opérations.

En juillet 1911, la seconde crise marocaine, déclenchée par le « coup d'Agadir » de la petite canonnière SMS Panther, est une nouvelle période de tension franco-allemande. Si les gouvernements négocient à l'automne (les Français obtiennent le soutien russe et britannique et échangent le protectorat du Maroc contre un bout d'Afrique équatoriale donné aux Allemands), la conséquence militaire est la loi allemande de mai 1912, fournissant 29 000 hommes de plus à l'armée allemande, lui permettant de passer en temps de paix de 23 à 25 corps d'armée (il y en avait 18 en 1874, 20 en 1890, 23 en 1900 ; s'y rajoutent en cas de mobilisation 17 divisions de réserve en 1880, 18 en 1887, 20 en 1890 et 27 en 1911, de quoi faire 14 corps). Les plans de 1912 en sont d'autant renforcés.

### Retour à un plan unique
À partir du 1er avril 1913, « il n'y a plus qu'un plan de déploiement préparé, dans lequel les forces principales allemandes marchent à l'ouest contre la France. […] La préparation de l'Allemagne pour la guerre doit être dirigée en premier lieu contre la France. Il est possible que la Russie, l'Angleterre et la République française s'allient dans une guerre contre l'Allemagne. En raison de l'attitude française, une guerre entre l'Allemagne et l'Angleterre ou la Russie seule est impossible. Cependant, si l'Angleterre ou la Russie seule déclare la guerre à l'Allemagne, la diplomatie allemande doit obliger à une confrontation avec la France » (introduction du plan 1913).
Les directives pour le déploiement qui vont avec le plan de 1913 introduisent une autre nouveauté : les 6e et 7e armées sont placées sous commandement commun, avec comme mission non seulement d'affronter l'offensive française, mais de contre-attaquer sur le plateau lorrain, de poursuivre au-delà de la Meurthe et de percer dans la trouée de Charmes (entre les places de Toul et d'Épinal) pour engager une seconde vaste manœuvre d'enveloppement : les deux ailes marchantes pouvant alors se rejoindre en Champagne. L'idée de ce double enveloppement est contemporaine de la publication de l'étude de la bataille de Cannes par Schlieffen.
|                        | 1re armée          | 2e armée           | 3e armée           | 4e armée           | 5e armée         | 6e armée         | 7e armée         | 8e armée         |
| Centres de déploiement | Grevenbroich       | Montjoie           | Prüm               | Trèves             | Sarrebruck       | Saint-Avold      | Strasbourg       | Marienburg       |
| Zones de déploiement   | face à la Belgique | face à la Belgique | face au Luxembourg | face au Luxembourg | face à la France | face à la France | face à la France | face à la Russie |
| Divisions d'infanterie | 6                  | 10                 | 6                  | 6                  | 6                | 6                | 6                | 6                |
| Divisions de réserve   | 4                  | 4                  | 2                  | 4                  | 4                | 2                | 2                | 3                |
| Divisions de cavalerie | 0                  | 3                  | 2                  | 2                  | 0                | 3                | 0                | 1                |
| Brigades de Landwehr   | 3                  | 2                  | 1                  | 1                  | 5                | 1                | 4,5              | 7                |

La première guerre balkanique (d'octobre 1912 à mai 1913) est une nouvelle période de tensions entre les grandes puissances, avec notamment la menace d'une intervention autrichienne, d'où la mobilisation partielle des forces russes (le corps d'armée de Kiev) en novembre 1912. Si la conférence de Londres (de décembre 1912 à mai 1913) calme ces tensions, la deuxième guerre balkanique (juin et juillet 1913) voit la Bulgarie soutenue par l'Autriche (le tsar des Bulgares est un Saxe-Cobourg, né à Vienne), tandis que la Serbie est soutenue par la Russie.
Devant ce risque de guerre, le Grand État-Major général demande une nouvelle loi en augmentant les effectifs de temps de paix de 300 000 hommes, avec création de trois corps d'armée supplémentaires. Le gouvernement reporte à 1916 une telle croissance, mais accepte 130 000 hommes de plus, qui servent à gonfler les effectifs (loi de février 1913). En réaction, les députés français votent la loi des trois ans (juillet 1913), et  l'Empire russe lance son « Grand Programme » d'armement (notamment pour l'artillerie) à partir d'avril 1914 (il est prévu sur quatre ans).

## Application en 1914

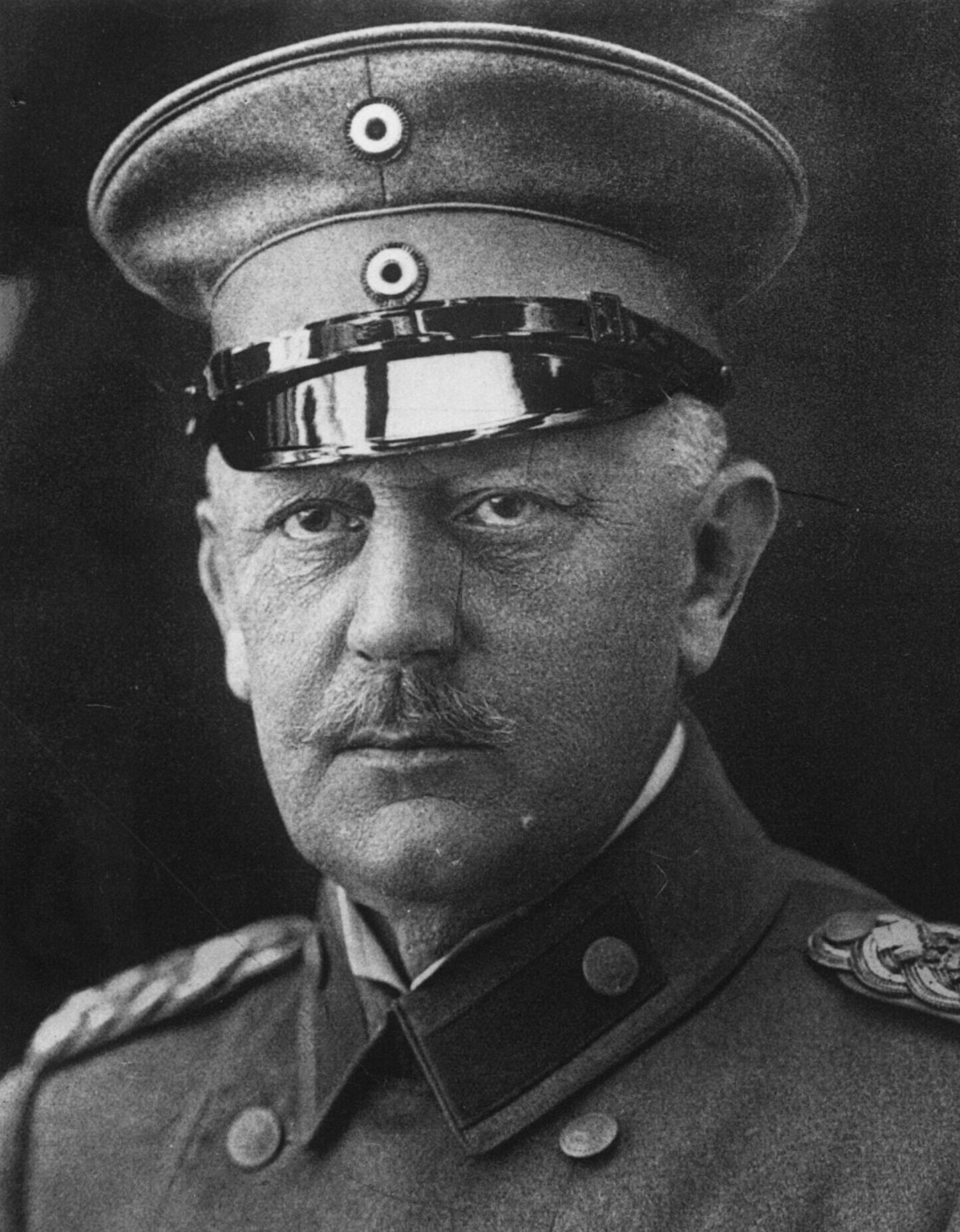
Helmuth Johannes Ludwig von Moltke (surnommé « Moltke le Jeune »), chef de l'État-Major général de 1906 à 1914 avec le grade de Generaloberst.

Le samedi 1er août 1914 à 17 h, l'empereur d'Allemagne donne l'ordre de lancer la mobilisation avec comme 1er jour le lendemain dimanche 2 août.
L'empereur est désormais le « seigneur de guerre suprême » (Oberster Kriegsherr) en titre, dirigeant le « commandement suprême de l'armée » (Oberste Heeresleitung : OHL) dont le « chef de l'État-Major général des armées » (Chef des Generalstabes der Armee) Moltke et le quartier-maître général (Generalquartiermeister) Stein donnent les ordres en son nom. L'OHL reste à Berlin jusqu'au 16 août, puis se transporte à Coblence le 17 et à Luxembourg le 30.

### Déploiement
Le plan de déploiement appliqué est celui préparé pendant l'hiver 1913-1914 par le Grand État-Major général et prêt à être appliqué depuis le 1er avril (Aufmarsch de 1914) ; il est très proche de celui de l'année précédente : il a été surnommé « plan Schlieffen » (tout comme le plan de 1905, malgré les différences) après la guerre ou encore « plan Schlieffen-Moltke ». Il s'agit d'un plan uniquement terrestre, ne prévoyant aucune action navale (d'une part, la marine de guerre allemande est indépendante de l'armée de terre et ne dépend que de l'empereur, et d'autre part, la puissance de la marine britannique transformerait une sortie en mission-suicide). Si la mobilisation commence le 2 août (1er jour), le déploiement des troupes (en dehors des unités affectées au coup de main de Liège) se fait du 6 (5e jour) au 18 août (17e jour), en commençant par les troupes de couverture, ensuite par les autres corps d'active (tous déployés le 12e jour), puis par les corps de réserve, enfin par la Landwehr et les parcs.
|                        | 1re armée          | 2e armée           | 3e armée           | 4e armée           | 5e armée           | 6e armée         | 7e armée         | 8e armée         |
| Centres de déploiement | Krefeld            | Eupen              | Saint-Vith         | Trèves             | Thionville         | Sarreguemines    | Strasbourg       | Insterburg       |
| Zones de déploiement   | face à la Belgique | face à la Belgique | face à la Belgique | face au Luxembourg | face au Luxembourg | face à la France | face à la France | face à la Russie |
| Divisions d'infanterie | 6                  | 9                  | 6                  | 6                  | 6                  | 8                | 4                | 6                |
| Divisions de réserve   | 4                  | 5                  | 2                  | 4                  | 4                  | 2                | 2                | 3                |
| Divisions de cavalerie | 0                  | 3                  | 2                  | 2                  | 0                  | 3                | 0                | 1                |
| Brigades de Landwehr   | 3                  | 2                  | 1                  | 1                  | 5                  | 2                | 4                | 8                |

Le commandement de chaque armée est confié à un général d'armée (Generaloberst) assisté d'un chef d'état-major : la 1re armée à Kluck et Kuhl, la 2e à Bülow et Lauenstein, la 3e à Hausen et Hoeppner, la 4e au duc de Wurtemberg et Lüttwitz, la 5e au Kronprinz de Prusse et Knobelsdorf, la 6e au Kronprinz de Bavière et Krafft, la 7e à Heeringen et Hänisch, enfin la 8e à Prittwitz et Waldersee. Les principales gares de débarquement sont :
- 1re armée (trois corps d'armée et deux corps de réserve) : Krefeld, Erkelenz, Juliers et Bergheim ;
- 2e armée (quatre corps d'armée et trois corps de réserve) : Düren, Aix-la-Chapelle, Eupen, Malmedy et Blankenheim ;
- 3e armée (trois corps d'armée et un corps de réserve) : Prüm, Saint-Vith, Neuerburg et Wittlich ;
- 4e armée (trois corps d'armée et deux corps de réserve) : Trèves, Diekirch, Luxembourg, Sierck et Wadern ;
- 5e armée (trois corps d'armée et deux corps de réserve) : Lebach, Thionville, Metz et Sarrebruck ;
- 6e armée (quatre corps d'armée et un corps de réserve) : Sarreguemines, Courcelles-Chaussy, Château-Salins et Sarrebourg ;
- 7e armée (deux corps d'armée et un corps de réserve) : Strasbourg, Mulhouse et Fribourg-en-Brisgau ;
- 8e armée (trois corps d'armée et un corps de réserve) : Insterburg, Gumbinnen et Allenstein[62].

Quatre corps de cavalerie sont créés avec les divisions de cavalerie affectées aux armées, pour être déployés en avant des troupes, les protégeant durant le déploiement et les masquant aux yeux de leurs adversaires :
|                        | 2e corps de cavalerie                           | 1er corps de cavalerie                                | 4e corps de cavalerie                                   | 3e corps de cavalerie                                     |
| Divisions de cavalerie | 2e, 4e et 9e                                    | Garde et 5e                                           | 3e et 6e                                                | 7e, 8e et bavaroise                                       |
| Commandants            | General der Kavallerie von der Marwitz          | Generalleutnant von Richthofen                        | Generalleutnant von Hollen                              | General der Kavallerie von Frommel                        |
| Déploiements           | devant la 2e armée, d'Aix-la-Chapelle à Malmedy | devant les 3e et 4e armées, autour de Wiltz et Mersch | devant les 4e et 5e armées, au nord-ouest de Thionville | devant la 6e armée, à Delme, Château-Salins et Sarrebourg |
| Missions               | encerclement de la place forte de Liège         | offensive dans l'Ardenne belge                        | masquer la place forte de Verdun                        | défense du plateau lorrain                                |

Moltke garde en réserve plusieurs unités :
- le 9e corps de réserve (composé de deux divisions de réserve) est maintenu temporairement autour de Hambourg, pour surveiller la frontière danoise (l'invasion du Danemark par l'Allemagne a été envisagée en 1899 puis en 1902-1905)[64] et les côtes de la mer du Nord (en cas de débarquement britannique) ;
- trois divisions de réserve sont affectées aux places fortes de Strasbourg, Metz et Thorn (pas en tant que garnisons, mais comme unités de contre-attaque) ;
- 19 brigades d’Ersatz[n 11], qui sont regroupées à partir du 17 août pour constituer six divisions d’Ersatz[65] ;
- une brigade d'infanterie de marine à Kiel, qui devient le 23 août (par ajout de marins) une division de marine ;
- plusieurs brigades de Landwehr, dont quatorze sont endivisionnées à la fin août pour former cinq divisions de Landwehr.

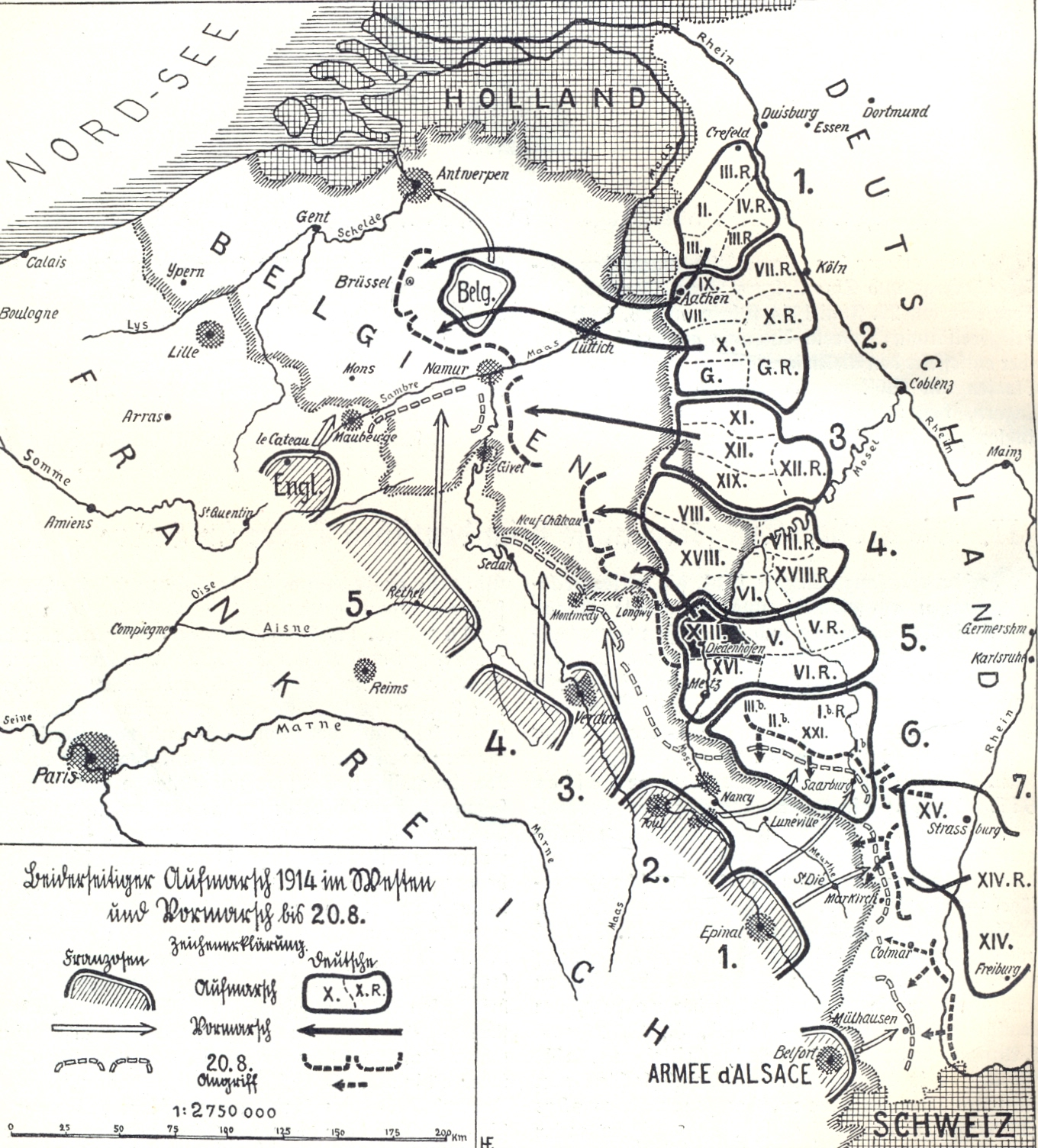
Zones de concentration des armées allemandes à partir du 6 août 1914 et leurs mouvements jusqu'au 20.

### Préparations
Les premières opérations militaires allemandes ont lieu au tout début de la mobilisation alors que la plupart de l'armée n'a pas encore quitté les casernes : il s'agit de couvrir le déploiement, d'occuper le Luxembourg et de lancer le coup de main sur Liège.
La « couverture » des frontières doit permettre à la mobilisation puis au déploiement de se dérouler sans être perturbés par des reconnaissances adverses voire des « offensives brusquées » (déclenchées par les adversaires avant la fin des mobilisations). Dès les 28 et 29 juillet, diverses mesures de sécurité sont prises, telles que le rappel dans leurs garnisons des unités en déplacement. Le 31 juillet, l'« état de danger de guerre » (Kriegsgefahrzustand) est proclamé à partir de 12 h, permettant de commencer une partie des réquisitions, la fermeture des frontières (avec coupure du téléphone), la surveillance des voies de communication (notamment les ponts et gares) et le rappel de certains réservistes (surtout les frontaliers). Les unités d'active des corps d'armée localisés le long des frontières avec la France (XVIe autour de Metz, XXIe sur le plateau lorrain, XVe en Basse-Alsace et XIVe en Haute-Alsace), la Belgique (VIIIe d'Aix-la-Chapelle à Trèves) et la Russie (XVIIe en Prusse-Occidentale, XXe en Mazurie et Ier au nord de la Prusse-Orientale) se déploient dès le 31 juillet.

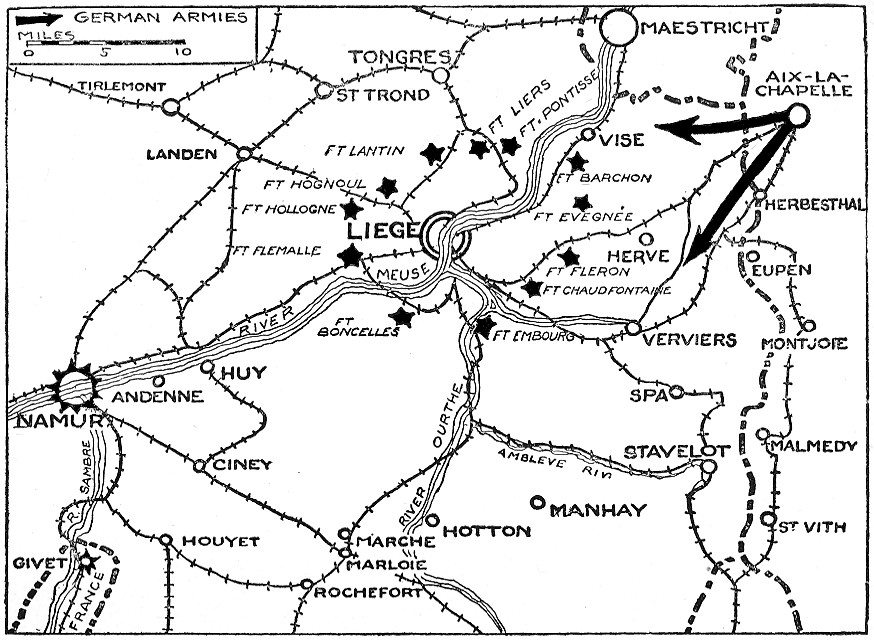
Les troupes allemandes déployées le long de la frontière n'ont pas beaucoup de chemin à faire pour arriver à Liège : 38 km.

Le Luxembourg, sans force militaire capable de résister (une compagnie de 125 gendarmes et une autre de 170 volontaires), doit être occupé rapidement selon le plan allemand pour servir de zone de déploiement à deux corps d'armée de la 4e armée, les VIIIe et XVIIIe (qui débarquent dans les gares luxembourgeoises). Dès le 1er août, la gare de Troisvierges (à l'extrémité nord du grand-duché) est contrôlée par des éléments du 69e régiment allemand (de Trèves, appartenant à la 16e division du VIIIe corps). Le 2 août au matin, c'est toute la 16e division qui occupe le Luxembourg, prenant notamment le contrôle des voies ferrées.
Le coup de main sur la position fortifiée de Liège est confiée au commandant du Xe corps d'armée (dépendant de la 2e armée), le General der Infanterie von Emmich, avec six brigades d'infanterie détachées des 1re, 2e et 3e armées. Ces brigades, soutenues chacune par deux batteries de mortiers de 210 mm et tout le 2e corps de cavalerie, sont regroupées dès l'après-midi du 4 août sur le front Aix-la-Chapelle, Eupen et Malmedy. Le 4, la cavalerie franchit la frontière ; le 5, l'infanterie d'assaut se met en place. La tentative se fait dans la nuit du 5 au 6 août, conformément au plan : il réussit en partie (la ville, sa citadelle et la plupart de ses ponts sont pris le 6), mais les douze forts entourant l'agglomération refusent de se rendre immédiatement. Le siège des forts isolés se poursuit donc avec leur bombardement par des obus de 210, puis de 305 et de 420 mm, les forts se rendant les uns après les autres du 8 au 16 août. Pendant ce temps, le 2e corps de cavalerie (dès le 6), suivi des corps d'armée de la 1re et de la 2e armées (à partir du 15) sont passés sur la rive gauche de la Meuse, de part et d'autre de Liège. Le 17, huit corps de ces deux armées terminent de se déployer de Hasselt à Huy.

### Premières offensives
Juste avant la déclaration de guerre, plusieurs escarmouches ont lieu à la frontière franco-allemande, les reconnaissances de cavalerie allemandes recherchant le dispositif français, la première le 2 août au matin à Joncherey près de Belfort, où meurent un lieutenant allemand et un caporal français (les deux premiers morts). Une rencontre de plus grande ampleur a lieu le 10 août à Mangiennes entre la 6e division de cavalerie allemande et l'infanterie de la 4e armée française. Mis à part le coup de main de Liège, c'est aux adversaires de l'Allemagne d'attaquer les premiers, alors qu'aucun des belligérants n'a terminé le transport de ses troupes : les Français en Alsace-Lorraine et les Russes en Prusse-Orientale. Dans les trois cas, ce sont des zones où le plan allemand prévoit d'être sur la défensive, en s'appuyant sur les fortifications, puis de contre-attaquer. Dès le 7 août, les Français envahissent la Haute-Alsace, presque pas défendue, avec un seul corps d'armée, et entrent à Mulhouse le 8 août. La moitié de la 7e armée allemande est alors envoyée en contre-attaque, repoussant les 9 (bataille de Mulhouse) et 10 août les Français sur leurs bases de départ.

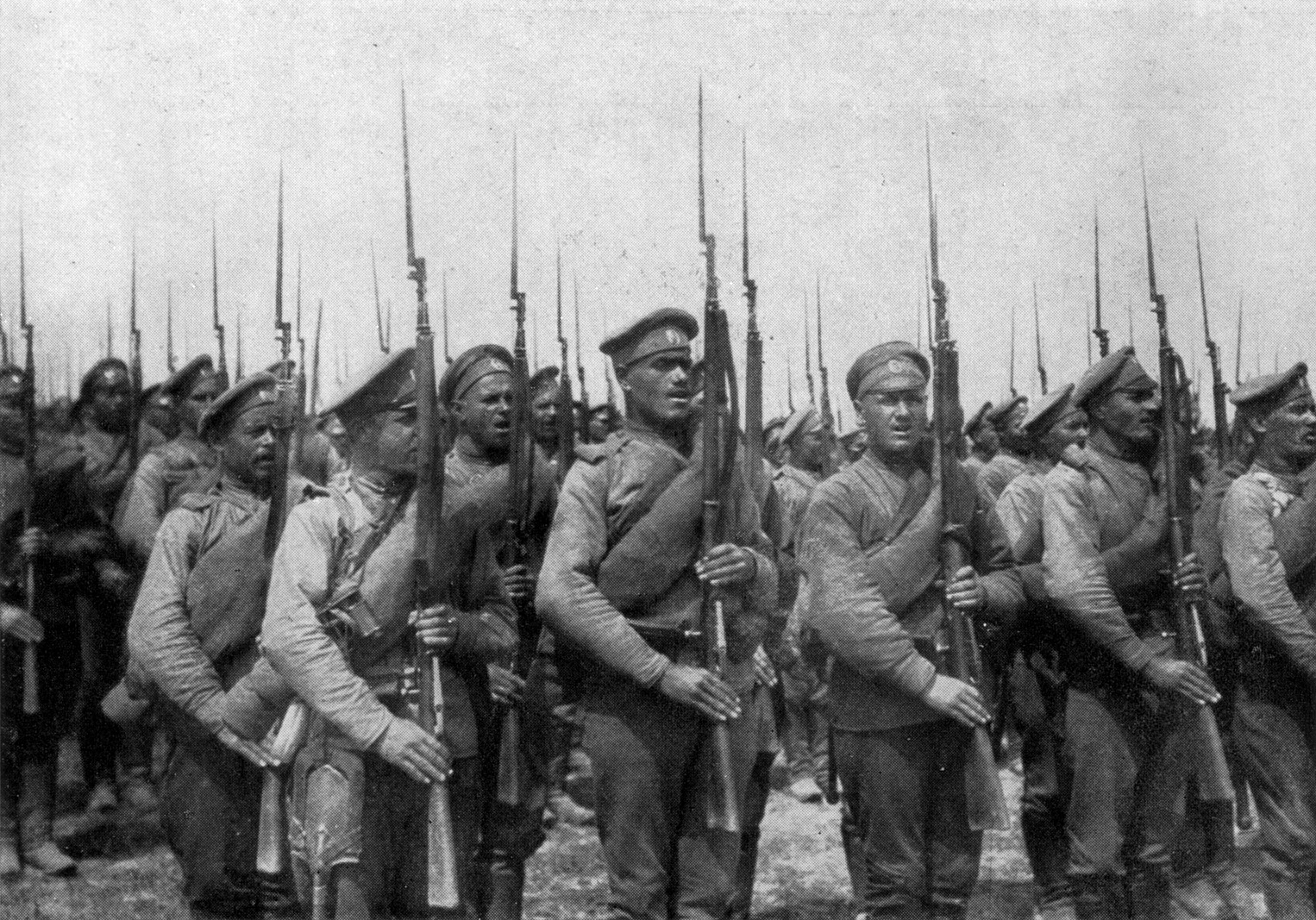
L'armée russe bénéficie de l'avantage numérique vis-à-vis de son homologue allemande, mais a besoin de beaucoup plus de temps pour mobiliser, tandis que son entraînement, son artillerie et sa logistique sont déficients.

Le 14 août, les Français entament leur offensive sur le plateau lorrain, partant de la vallée de la Meurthe vers le nord avec deux armées (21 divisions). Les Allemands refusent le combat dans un premier temps, retraitant vers le nord, déployant leurs 6e et 7e armées (cette dernière rappelée d'Alsace). Le 20 août, ils passent à la contre-attaque de Metz jusqu'aux Vosges (bataille de Morhange), puis poursuivent les Français au-delà de la frontière, franchissant la Meurthe et s'arrêtant sur la Mortagne le 23 août. Sur le front de l'Est, l'armée russe lance son offensive au même moment que les Français : leur 1re armée (11 divisions) au nord marche à partir du 17 de Grodno vers Königsberg par la vallée de la Pregel tandis que leur 2e armée (18 divisions) au sud fait de même à partir du 22 d'Ostrolenka vers Allenstein à travers les lacs de Mazurie. Si la première rencontre au nord le 17 août est à l'avantage des Allemands (bataille de Stallupönen), les Russes sont victorieux le 20 (bataille de Gumbinnen), mettant les trois corps de la 8e armée allemande en déroute : Prittwitz ordonne le 21 à son armée d'évacuer toute la Prusse-Orientale. Moltke réagit en envoyant des renforts (des brigades de Landwehr dans un premier temps) et en remplaçant les chefs de la 8e armée le 22 août (Prittwitz et Waldersee par l'équipe Hindenburg et Ludendorff).
Sur le front Ouest, Moltke donne le 17 août l'ordre de marche en avant (Vormarsch) pour l'aile droite marchante (1re, 2e et 3e armées) à compter du 18, le centre (4e et 5e armées) devant progressivement s'aligner sur elle. L'armée belge se replie immédiatement sur la place forte d'Anvers ; le 20, la 1re armée entre à Bruxelles, tandis que la 2e avance à l'ouest de la place forte de Namur, la 3e traverse le nord de l'Ardenne belge et la 4e entre dans la province de Luxembourg. Du 21 au 23 août, les cinq armées allemandes de droite affrontent et repoussent les forces adverses (les Franco-Britanniques tentant une contre-offensive en Belgique) lors d'une série de batailles le long de la frontière franco-belge : la 1re armée allemande est victorieuse du BEF (bataille de Mons), les 2e et 3e armées allemandes de la 5e française (bataille de Charleroi), et les 4e et 5e allemandes des 4e et 3e françaises (bataille des Ardennes). Le 24, les cinq armées allemandes abordent la frontière française, poursuivant leurs ennemis : après la bataille des Frontières, c'est la Grande Retraite qui commence.

### Victoire et poursuite

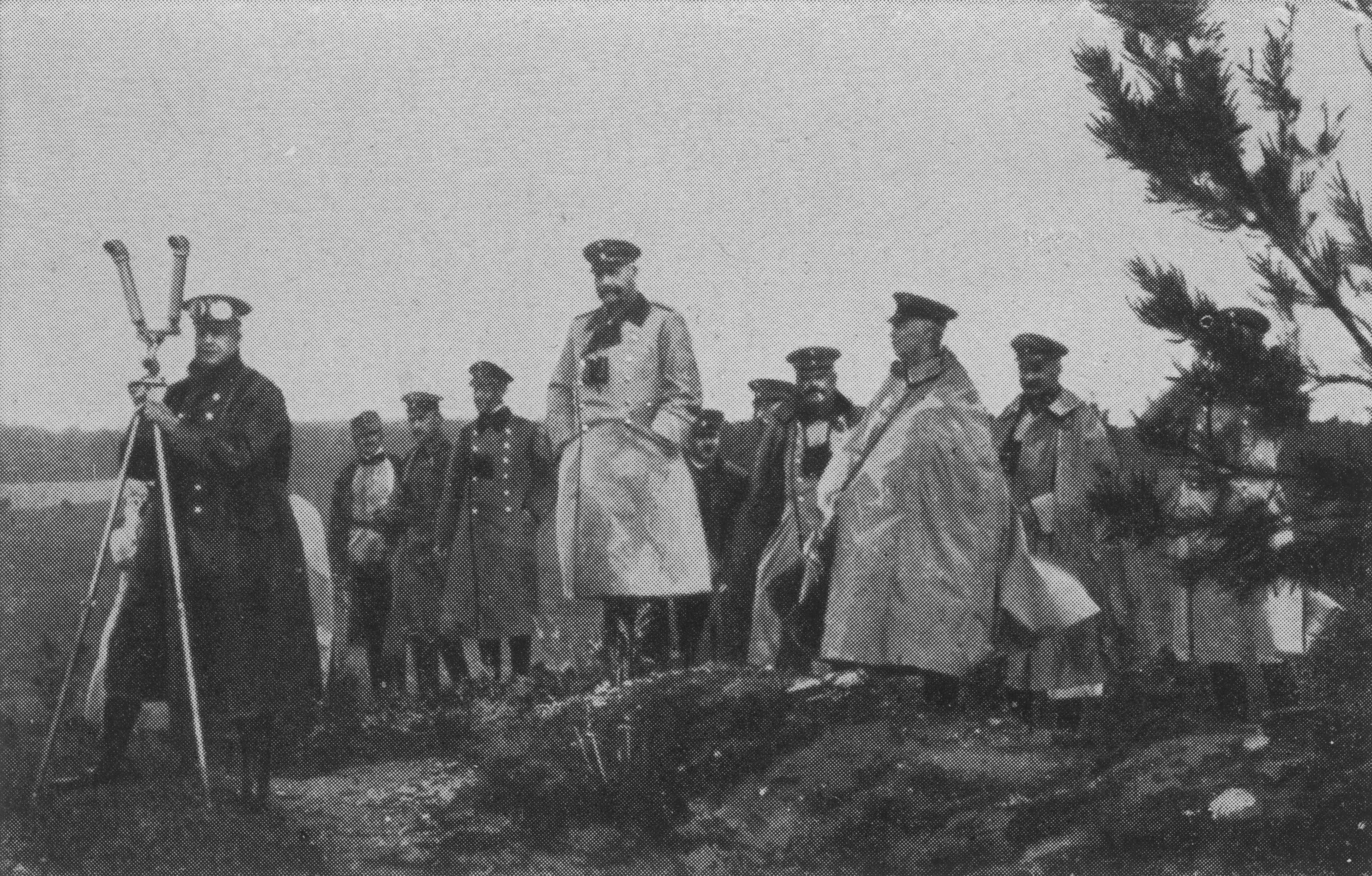
L'état-major de la 8e armée pendant la bataille des lacs mazures en septembre 1914 : Hoffmann aux jumelles à gauche, Hindenburg au centre, Ludendorff à droite.

Sur le front de l'Est, la retraite des corps de la 8e armée allemande vers la Vistule est stoppée le 22 août sur ordres directs de l'OHL ; Hindenburg et Ludendorff prennent leur commandement à Marienburg le 23. Toutes les unités, Landwehr comprise, sont déployées par chemin de fer face au sud, contre la 2e armée russe, tandis que la 1re armée russe poursuit son avance vers Königsberg. Du 26 au 29 août, les Allemands contre-attaquent sur les flancs de la 2e armée russe (bataille de Tannenberg), encerclant trois corps d'armée russes le 30 août entre Jedwabno et Niedenburg : au soir, 90 000 Russes dont 13 généraux se rendent (le chef de la 2e armée russe, Samsonov, se suicide). La 8e armée allemande, renforcée par deux corps pris sur le front de l'Ouest, est ensuite redéployée face à la 1re armée russe, qui évite de peu un encerclement à partir du 7 septembre (bataille des lacs mazures). Le 15, les Russes repassent le Niémen.

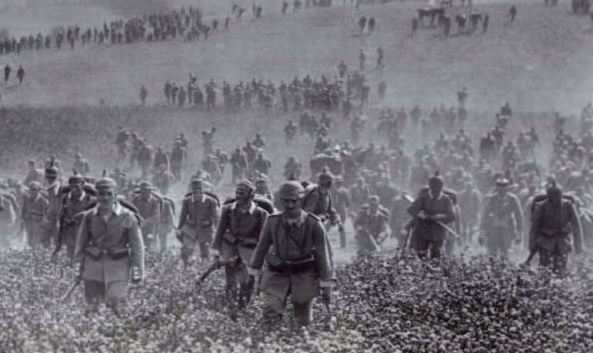
La droite allemande réalise une offensive des plus rapides : l'arc de cercle réalisé par l'extrémité (le 2e corps de la 1re armée) en trois semaines du 15 août au 5 septembre fait 500 km de long.

Sur le front de l'Ouest, si la poursuite des Français en Lorraine par l'aile gauche allemande est bloquée dès le 24 août lors de la bataille de la trouée de Charmes, celle des Français et des Britanniques lancée par l'aile droite allemande continue pendant une dizaine de jours, marquée par quelques affrontements, les Allemands accrochant par exemple un corps d'armée britannique le 26 (bataille du Cateau). Si la 4e armée allemande se fait contre-attaquer le 27 autour de Sedan, la 3e à Signy-l'Abbaye, puis la 2e armée le 29 autour de Saint-Quentin et de Guise (bataille de Guise), ce ne sont que des opérations retardatrices : la poursuite reprend immédiatement. Plusieurs unités sont réaffectées :
- deux corps libérés par la prise de Namur sont envoyés le 25 août sur le front de l'Est (prélevés sur les 2e et 3e armées) ;
- une armée d'observation d'Anvers est constituée sous les ordres du général Beseler, avec un corps de la 1re armée, le IXe corps de réserve (chargé auparavant de la garde des côtes), trois brigades de Landwehr et la division de marine ;
- un corps de la 2e armée est retenu par le siège de Maubeuge ;
- quatre brigades de Landwehr, une brigade d'active et environ 50 bataillons de Landsturm occupent la Belgique[75].

Le 27, Moltke envoie à ses commandants d'armée une Directive générale mentionnant la possibilité d'un rétablissement français sur l'Aisne ou la Marne, et ordonnant les axes de marche suivant :

« Sa Majesté ordonne que l'armée allemande se porte en direction de Paris : la Ire armée […] marchera à l'ouest de l'Oise, vers la basse-Seine. La IIe […] poussera entre La Fère et Laon sur Paris […]. La IIIe […] progressera entre Laon et Guignicourt, sur Château-Thierry […]. La IVe […] marchera, par Reims, sur Épernay […]. La Ve […] s'avancera vers la ligne Châlons-Vitry […]. Verdun sera investi. La VIe ayant sous ses ordres la VIIe […] aura pour mission de s'opposer à l'irruption de l'ennemi en Lorraine et en Haute-Alsace […] »

— Directive générale du commandement Suprême pour la continuation des opérations du 27 août.

### Changement d'orientation

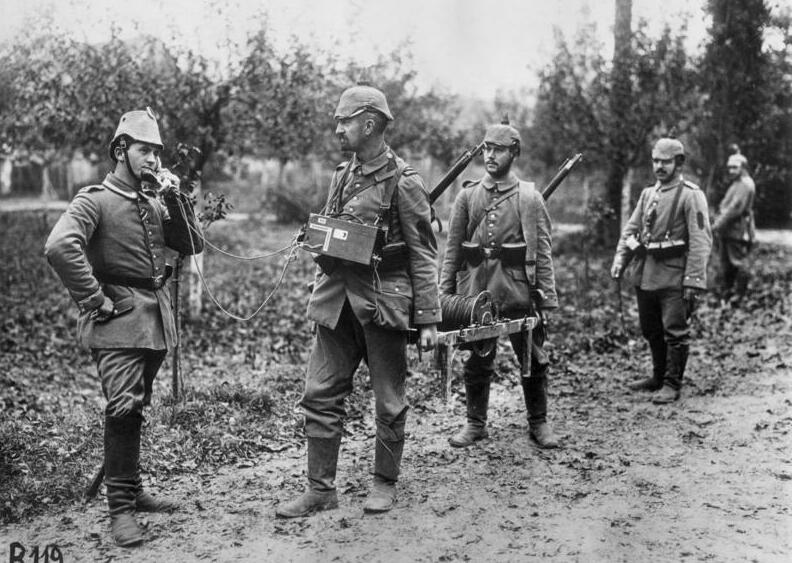
Les transmissions entre l'OHL et ses armées, notamment la 1re, sont difficiles : l'aile droite avance trop vite pour que la transmission filaire soit assurée, tandis que les postes de radio ont une faible portée.

Le 30 août, la 1re armée allemande, répondant à l'appel à l'aide de la 2e armée attaquée à Guise, marche vers le sud-sud-est au lieu du sud-ouest ; Moltke valide ce choix le soir même, ordonnant la conversion de l'aile vers le sud, en évitant Paris : la 1re désormais sur Meaux, la 2e sur Épernay et la 3e sur Châlons. Le 2 septembre à 23 h 37, l'OHL envoie l'ordre suivant : « Intention du Commandement Suprême est de refouler les Français en direction du sud-est en les coupant de Paris. Ire armée suivra la IIe en échelon et assurera en outre couverture du flanc des armées ».
Le 3 septembre à 14 h 30, Kluck, commandant de la 1re armée, informe Moltke (celui-ci ne reçoit l'info que le 4 à 17 h 30) que la « Ire armée refoule les Français avec son aile gauche et franchit la Marne à Château-Thierry et à l'ouest ; elle pousse son centre sur La Ferté-sous-Jouarre et couvre le flanc droit dans la région de Nanteuil avec le IIe AK et IVe RK ». Moltke réagit par l'ordre du 4 septembre à 18 h 30 : « Ire et IIe armées resteront face au front est de Paris. Ire armée entre Oise et Marne tenant les passages de la Marne à l'ouest de Château-Thierry ; IIe armée entre Marne et Seine tenant les passages de la Seine entre Nogent et Méry inclus. IIIe armée marchera sur Troyes ». Cet ordre est répété dans la Directive générale du 5 septembre au matin, avec en introduction : « L'ennemi s'est soustrait à l'attaque enveloppante des Ire et IIe armées et a réussi, avec une partie de ses forces, à prendre contact avec Paris [...] Il n'est donc plus possible de refouler toute l'armée française vers la frontière suisse en direction du sud-est ». Le même jour, Kluck informe qu'il continue à faire marcher la 1re armée vers la Seine :

« [...] L'instruction 2220 du commandement suprême, qui prescrit à la Ire armée de s'échelonner derrière la IIe, ne peut être suivie dans l'occurrence. Le refoulement projeté de l'ennemi, de Paris vers le sud-est, ne peut réussir que si la Ire armée se porte en avant. La nécessité de couvrir le flanc diminue la force offensive. De prompts renforts sont instamment désirés. »

— Message radio de Kluck à l'OHL, 4 septembre au matin.
Ce n'est que le soir du 5 septembre, avec la visite du lieutenant-colonel Hentsch (envoyé par l'OHL), que l'état-major de la 1re armée décide de faire rétrograder ses divisions, ordonnant notamment au 2e corps (qui s'était avancé ce jour-là jusqu'au Grand Morin à hauteur de Coulommiers) de revenir sur la rive droite de la Marne.

### Bataille de la Marne

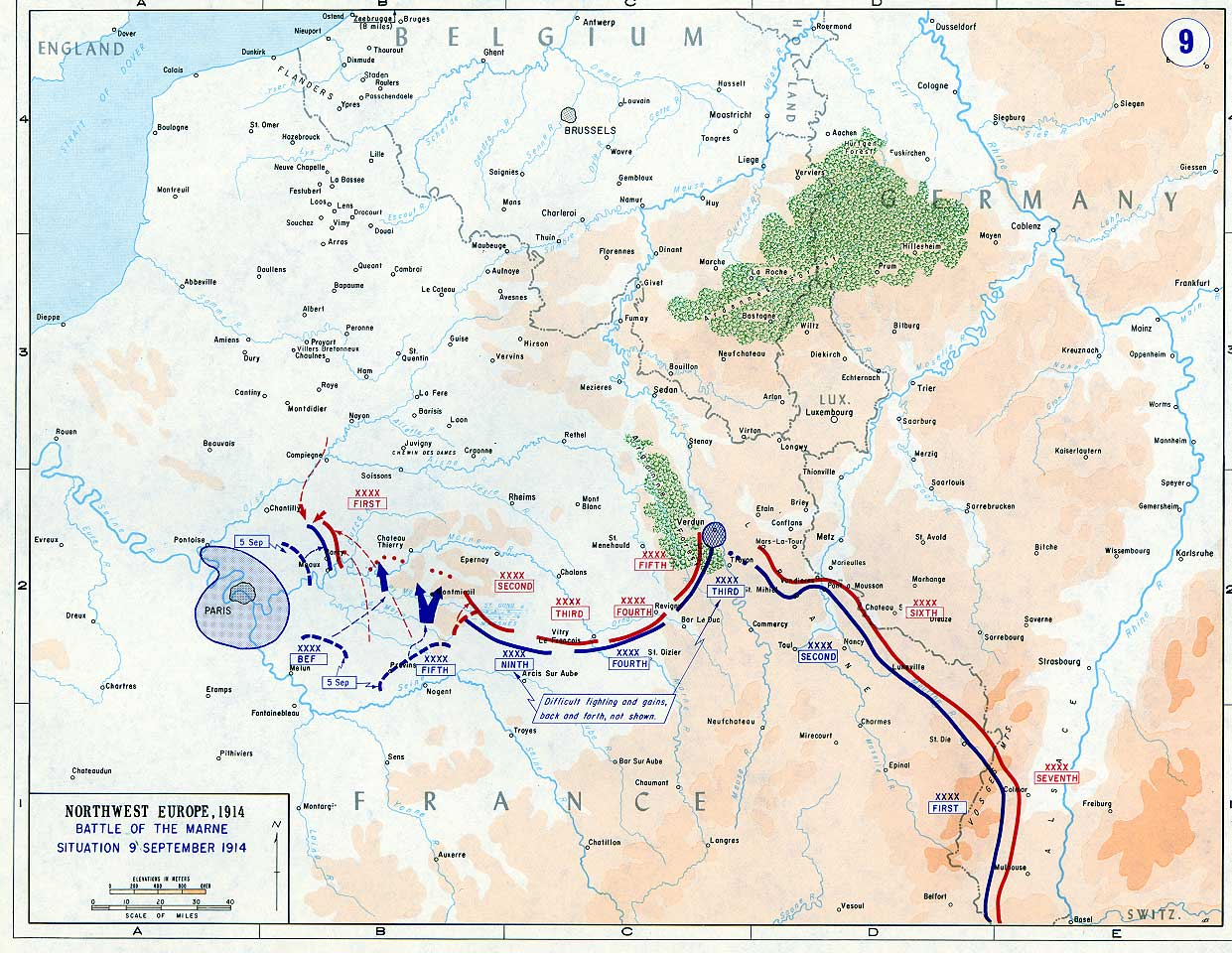
Positions des différentes armées allemandes, françaises et britannique lors de la bataille de la Marne, du 5 au 9 septembre 1914.

Le 5 septembre, pendant que les combats en Lorraine se poursuivent avec la bataille du Grand-Couronné, les cinq armées allemandes de droite marchent vers le sud, poursuivant les Français et les Britanniques sur un front compris entre le camp retranché de Paris et la place forte de Verdun, formant un arc-de-cercle de 250 kilomètres allant de l'Ourcq à l'Argonne. Le même jour, les armées de gauche françaises, en retraite depuis deux semaines mais renforcées par 18 divisions (prélevées en Alsace-Lorraine et redéployées par chemin de fer), reçoivent l'ordre de faire volte-face et d'affronter les Allemands. Une série de combats ont lieu du 6 au 12 septembre le long de ce demi-cercle :
- la 1re armée allemande est attaquée sur son flanc droit par la 6e armée française débouchant du nord de Paris (bataille de l'Ourcq), tout en étant menacée sur son centre par le corps expéditionnaire britannique sur le Grand Morin et sur son aile gauche par la 5e armée française autour de Montceaux-lès-Provins et d'Esternay (bataille des Deux Morins) ;
- la 2e armée allemande affronte les 5e et 9e armées françaises de Montmirail à Fère-Champenoise (bataille des Marais de Saint-Gond) ;
- la 3e armée allemande intervient avec un peu de retard en soutien à ses deux voisines, contre les 9e et 4e armées françaises de Fère-Champenoise à Vitry-le-François ;
- la 4e armée allemande rencontre de nouveau la 4e armée française de Vitry à Pargny (bataille de Vitry) ;
- enfin la 5e armée allemande, qui assure la charnière de part et d'autre de la place de Verdun, affronte la 3e armée française dans le sud de l'Argonne (bataille de Revigny).

Si à l'extrémité orientale du front les 4e et 5e armées allemandes sont bloquées, au centre la 9e française est enfoncée le 8 septembre autour de Fère-Champenoise (bataille des marais de Saint-Gond) par les Saxons (3e armée allemande) et la Garde (2e armée). Par contre, à l'extrémité occidentale, les 1re et 2e armées allemandes sont en forte infériorité numérique (avec 22 divisions allemandes face à 54 franco-britanniques), la 1re armée réagissant au danger d'enveloppement en se redéployant complètement au nord de la Marne, laissant un vide de 40 km entre elle et la 2e armée, comblé faute de mieux par six divisions de cavalerie.

Positions des armées lors de la bataille de la Marne
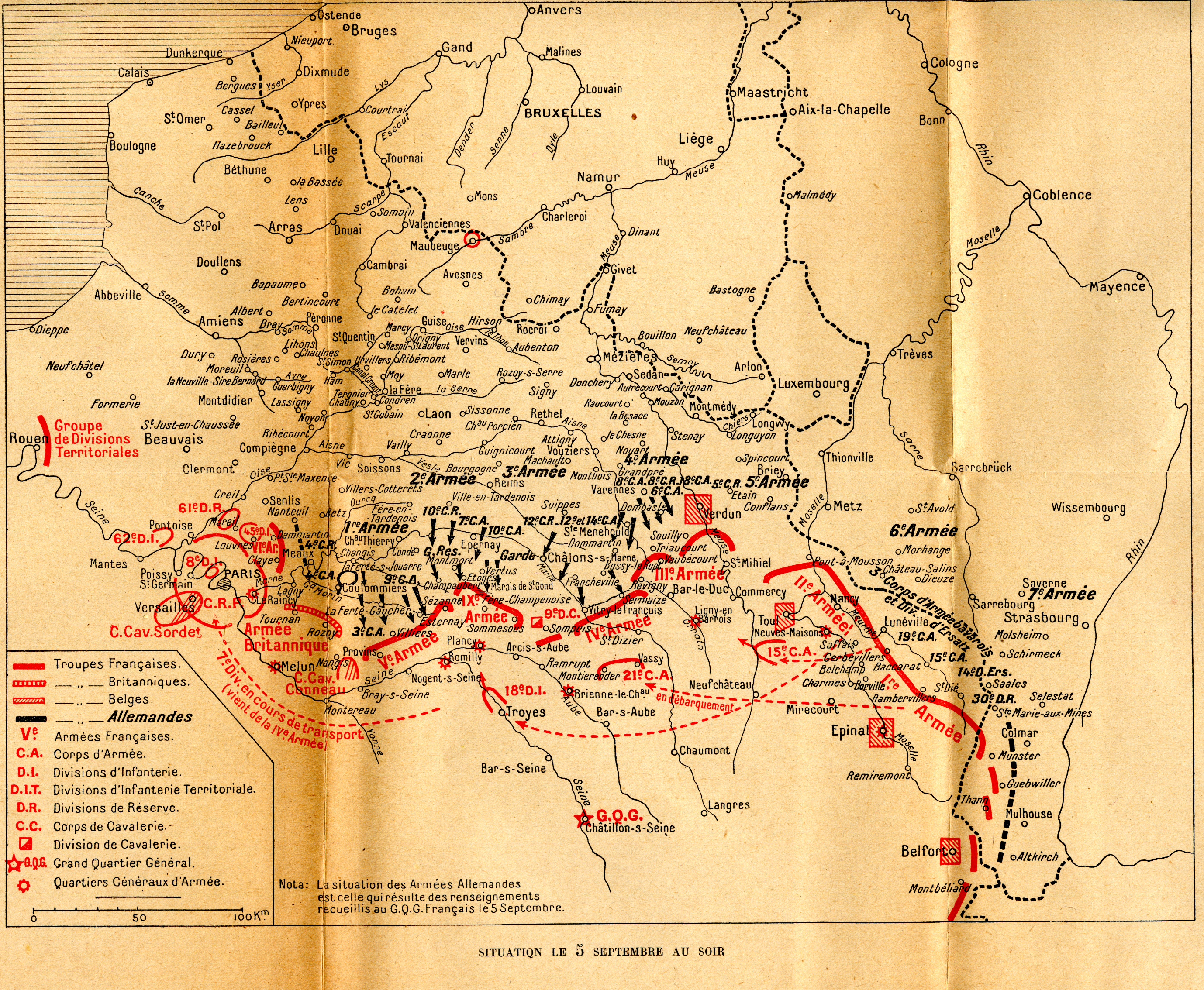
5 septembre.
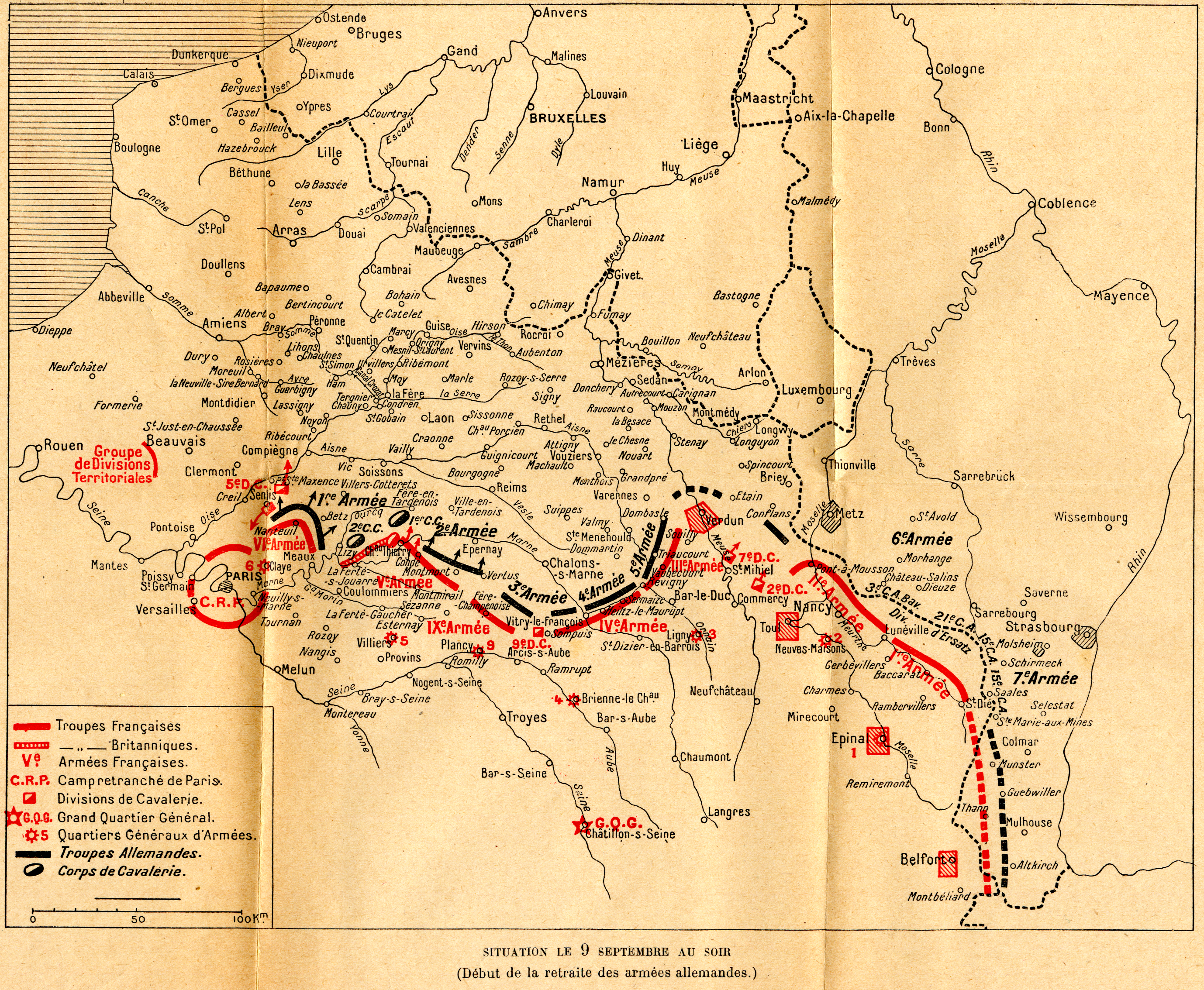
9 septembre.

À Luxembourg, l'OHL est d'abord ravi que les Français acceptent enfin de livrer une grande bataille : « Bien, nous avons finalement réussi à les rattraper. Cela va être un rude combat. Nos troupes valeureuses sauront en venir à bout. Ce sera une affaire de force brute » (journal de Gerhard Tappen, chef de la section des opérations). Mais le 8 septembre, les Britanniques franchissent le Petit Morin en bousculant les unités de cavalerie allemandes : le BEF et la 5e française s'avancent entre les 1re et 2e armées allemandes. Le matin du 8, Moltke envisage une retraite pour resserrer ses armées : Hentsch est de nouveau envoyé en mission auprès des états-majors des cinq armées, arrivant le soir à celui de la 2e armée (à Montmort). Le 9 au matin, juste après le départ de Hentsch, Bülow décide de faire battre en retraite son armée : « Ire armée se replie... IIe armée, d'accord avec Hentsch, suspend attaque qui progressait lentement et gagne rive nord Marne, aile droite Dormans. Envoi renforts extrêmement urgent et nécessaire ». À midi, Hentsch rejoint l'état-major de la 1re armée à Mareuil-sur-Ourcq et convainc Kuhl (le chef d'état-major de la 1re armée) de la nécessité de décrocher. Moltke apprend la retraite des 1re et 2e armées à 15 h 45, puis de la 3e en soirée, avec soulagement. Les Français poursuivent très lentement.

« Sa Majesté ordonne : IIe armée se repliera derrière la Vesle, aile gauche Thuisy. Ire armée recevra ses instructions de la IIe. Les premiers éléments de la VIIe armée atteindront vers le 12 septembre à midi la région Saint-Quentin–Sissy, prendre liaison de la IIe armée en ce point. »

— Directive du 10 septembre à 16 h 45.
L'offensive allemande sur le front de l'Ouest, fondée sur le plan Schlieffen, est un échec. Falkenhayn est nommé quartier-maître général dès le 14 septembre, à la place de Stein qui est envoyé commander un corps de réserve, mais surtout pour remplacer Moltke, alité. Le 15, Falkenhayn renonce à un nouveau plan d'enveloppement à hauteur de la Somme.

## Historiographie
Ce qui a été appelé « plan Schlieffen » a fait l'objet de nombreuses publications, souvent liées aux problématiques de l'entrée en guerre allemande de 1914 : les historiens de chaque période interprètent les différents documents disponibles pour débattre de la responsabilité de la guerre (Kriegsschuldfrage), mais aussi de celle de l'échec allemand lors de la bataille de la Marne. Les historiens allemands ont l'avantage d'avoir un accès plus aisé aux archives, les auteurs français et anglo-saxons devant, s'ils ne sont pas germanophones, se fonder sur les traductions des publications allemandes.

### Entre-deux-guerres

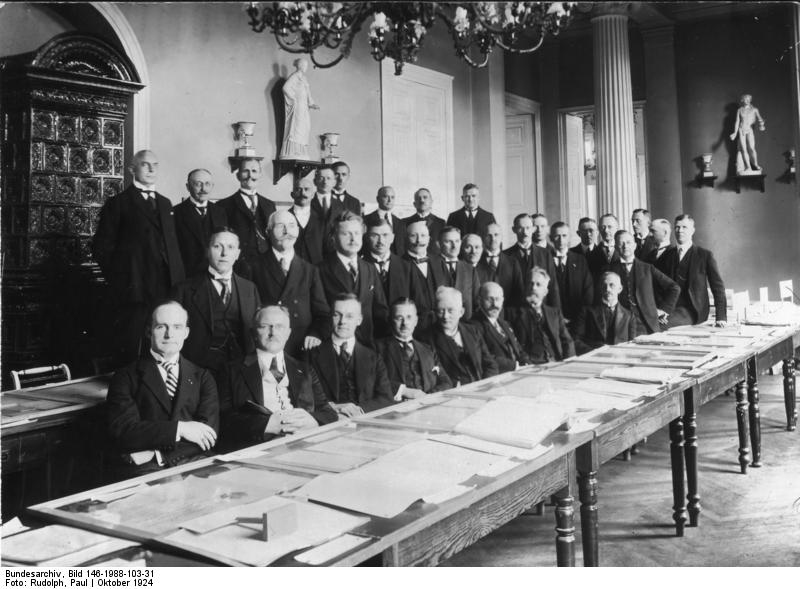
Membres des Archives du Reich en 1924, presque tous d'anciens officiers d'état-major. Chargés de rédiger la version officielle de l'histoire de la guerre, ils mirent en valeur le plan Schlieffen.

La première période de débats correspond à l'entre-deux-guerres, pendant laquelle les historiens allemands, tous anciens officiers du Grand État-Major général (les Generalstabler, plusieurs d'entre eux réunis au sein de la Generalstabsvereinigung Graf Schlieffen fondée en 1921), assurent la défense du plan Schlieffen (celui de 1905) et désignent les exécutants, notamment Moltke, comme responsables de l'échec. En 1920, le général von Kuhl est le premier à publier des éléments du mémoire de 1905. Mais ce mémoire n'est pas publié intégralement pour éviter des problèmes diplomatiques avec les Pays-Bas :

« À la suite des révélations faites par le docteur Steiner au sujet du plan allemand d'attaque par la Hollande, élaboré par le comte von Schlieffen, qui précéda Moltke dans les fonctions de chef de l'État-Major, les journaux hollandais ont reçu de Berlin le communiqué suivant : [...] on tient à assurer ici que le plan du maréchal von Schlieffen accepté par le Gouvernement d'Empire, ne contenait rien ayant trait à la Hollande. »

— « Le plan allemand d'attaquer par la Hollande : Un pitoyable démenti », Le Matin,‎ 1921.
Après la dissolution du Grand État-Major général (exigée par l'article 160 du traité de Versailles), sa section historique (Kriegsgeschichtlichen Abteilung) survit à partir du 12 juillet 1919 sous la forme des Archives du Reich (archives de l'État), une institution civile (rattachée au ministère de l'Intérieur) installée à Potsdam et composée d'une centaine d'anciens officiers d'état-major, le tout dirigé à partir d'octobre par le colonel Mertz von Quirnheim (le dernier chef de la section historique du Grand État-Major général) avec le colonel von Haeften (lui aussi un ancien membre de l'OHL) sous ses ordres. La mission principale de ces archives est la rédaction d'une histoire officielle de l'armée allemande pendant la Grande Guerre : les 14 volumes sont édités de 1925 à 1944. En parallèle à ce travail officiel, sont notamment publiés : Le maréchal comte von Schlieffen du général von Freytag-Loringhoven (1920), Le Comte Schlieffen et la Guerre mondiale du lieutenant-colonel Foerster (1921), Le Testament du comte Schlieffen (1927) et Le Généralissime malgré lui (1930) du général Grœner. Selon ce dernier : « L'histoire en préparation pour les archives du gouvernement allemand décrit ce mémoire comme le testament de Schlieffen à son successeur, Moltke le Jeune. [...] Ce plan était trop audacieux pour Moltke ». Schlieffen devient une des principales références pour la Reichswehr puis la Wehrmacht, il est publiquement loué en 1935 par le général Beck (le chef d'état-major de la Heer) lors de la réouverture de la Kriegsakademie, ses écrits sont publiés en 1937 avec une préface du général Fritsch (le commandant en chef de la Heer). Cette situation n'empêche pas des critiques contre le mémoire de 1905, notamment dans la revue Militär-Wochenblatt en 1931 (le plan serait trop abstrait), 1934 (il négligerait la tactique), 1936 (avec une saturation des possibilités logistiques à droite) et 1939 (une manœuvre irréaliste en matière logistique).

« L'image gravée dans la tête des Allemands est celle d'une victoire allemande, contrecarrée par une série de fâcheux malentendus alors que la bataille [de la Marne] était pratiquement décidée en faveur de l'Allemagne. Sans ces malentendus, non seulement la bataille aurait été gagnée, mais la guerre tout entière. [...] Car à l'époque, c'est ce qu'affirme l'histoire légendaire de l'Allemagne, la victoire finale, rapide et glorieuse, la victoire que l'on tenait déjà, fut manquée d'un cheveu à cause d'un malentendu, d'une confusion, d'un petit, tout petit défaut d'organisation. Et cela, c'est intolérable. Presque tous les Allemands ont en tête la carte où figure la position des armées les 5 et 6 septembre 1914, et presque tous ont déjà désespérément bricolé les lignes noires : juste ce changement de direction de la 2e armée - juste ce tout petit mouvement des troupes de réserve - et on gagnait la guerre ! Pourquoi ne l'a-t-on pas fait ? On se demande encore qui porte la responsabilité de l'ordre de repli, cet ordre inutile et fatal. Moltke, le colonel Hentsch, le général Bülow... Et, conséquence inévitable de l'ensemble, on pense à tout effacer. Il faut reprendre la partie dans l'état où elle se trouvait, et cette fois la jouer comme il faut. »

— Sebastian Haffner, Histoire d'un Allemand : souvenirs (1914-1933).
En dehors d'Allemagne, les publications grand public en français et en anglais sont réalisées sans avoir accès aux sources allemandes : l'échec de l'offensive allemande est alors expliqué en partie par la résistance belge à Liège, qui aurait retardé les Allemands pendant dix jours, et par l'attitude des principaux généraux (Kluck, Galliéni, Joffre et Foch) lors de la bataille de la Marne. Après la traduction en français dès 1914 du Cannes de Schlieffen, celle de l'histoire officielle est réalisée dans les années 1930 par l'École supérieure de guerre, complétée par celles des ouvrages de Grœner, de Foerster et des témoignages de Kuhl, de Bülow et de Tappen, ce qui permet la publication d'analyses sur l'armée allemande lors de la bataille de la Marne par Louis Koeltz (un officier du Deuxième Bureau). Aux États-Unis des traductions en anglais sont assurées par le Command and General Staff College à Fort Leavenworth, avec notamment la publication des ouvrages de Kuhl et du Cannes de Schlieffen. Au Royaume-Uni, Liddell Hart compare le plan de 1905 à une revolving door (une porte tambour), avec une charnière à Thionville, l'offensive française vers le nord en Lorraine aidant l'offensive allemande vers le sud-ouest à travers la Belgique, en fixant l'armée française ; l'erreur de Moltke aurait été de trop renforcer sa gauche.

### Guerre froide

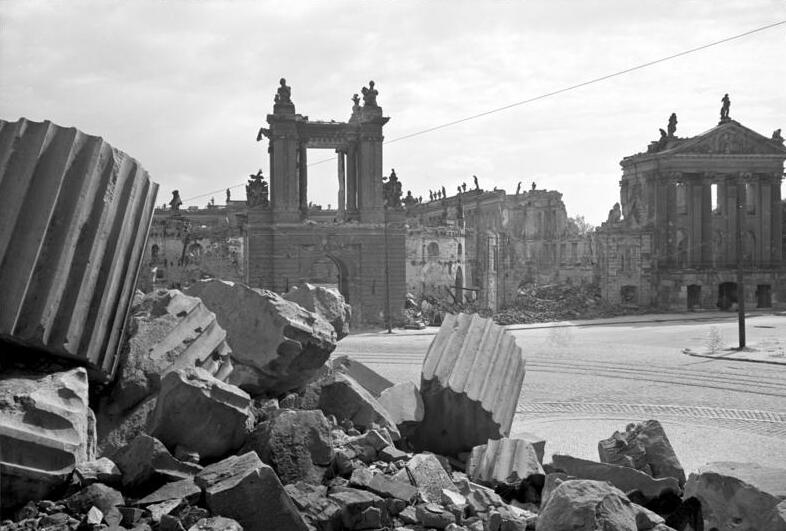
Les ruines de Potsdam en 1945. Les accords entre les vainqueurs prévoient la rééducation de la population allemande, pour faire disparaître tout militarisme. Le plan Schlieffen en devient un symbole, à combattre.

Après la capitulation allemande de 1945, le plan Schlieffen devient un symbole du militarisme prussien à combattre dans le contexte de la dénazification puis de la guerre froide.
L'original du « Grand Mémoire » de Schlieffen a brûlé avec la majorité des archives de l'armée allemande le 14 avril 1945 lors du bombardement de Potsdam, mais des copies et des brouillons conservés ailleurs ont permis une première publication en 1956 par l'historien allemand Gerhard Ritter, avec traduction en anglais en 1958. Cet ouvrage, Der Schlieffenplan, présente le mémoire comme un plan de campagne complet, une « recette pour la victoire », et non une simple étude opérationnelle. Ritter en fournit une analyse critique (le sous-titre est Kritik eines Mythos, « critique d'un mythe ») : selon l'auteur, Schlieffen et Moltke ne tenaient pas compte des conséquences politiques de leur plan (déclaration de guerre automatique envers la France, violation des neutralités luxembourgeoise, belge et néerlandaise, casus belli avec le Royaume-Uni) ; le plan serait trop rigide, essayant de tout prévoir et le plan serait aventureux, négligeant le nœud ferroviaire que constitue Paris. Liddell Hart rajoute en préface de l'édition anglaise que le plan ne tient pas compte des difficultés logistiques.

« [...] à la lumière des écrits de Schlieffen, et des leçons de la Première Guerre mondiale, il est difficile de trouver les raisons qui ont conduit à le considérer comme un esprit magistral, qui aurait été victorieux s'il avait vécu pour conduire son propre plan. »

— Basil Henry Liddell Hart, préface de The Schlieffen Plan: critique of a myth, 1958.
Les auteurs plus généralistes reprennent les analyses antérieures, opposant les partisans de Schlieffen à ses critiques. En 1970, Leonard C. F. Turner voit dans les changements apportés par Moltke « une modification substantielle du plan von Schlieffen si bien que la campagne allemande à l'Ouest était vouée à l'échec avant même d'avoir commencé ». Turner soutient qu'en affaiblissant l'offensive principale, l'État-Major allemand perdait toute chance réelle d'écraser l'armée française assez rapidement, et c'est ainsi qu'il a abouti à « la guerre sur deux fronts ». Il ajoute que le fait de ne pas passer par les Pays-Bas non seulement a créé un goulet d'étranglement à la frontière germano-belge, mais aussi que ne pas disposer des chemins de fer néerlandais a fait surgir un sérieux problème d'approvisionnement, un problème qui a effacé les bénéfices obtenus par le fait que les Allemands avaient toujours accès aux ports hollandais. Alan Palmer en 1975, en revanche, partage le point de vue opposé : selon lui, l'étude minutieuse des documents relatifs au plan de guerre allemand révèle que les changements apportés par Moltke n'étaient pas si grands et que le plan était vicié dès le départ. Selon lui la réputation de ce plan est surfaite en ce qu'il sous-estimait chacun des adversaires : Russes, Français, Britanniques et Belges.
En Allemagne de l'Est, les historiens marxistes désignent le capitalisme comme véritable responsable du déclenchement de la guerre, tandis que Schlieffen aurait influencé la conduite des opérations de la Seconde Guerre mondiale :

« Après 1918, le plan Schlieffen devint le problème le plus débattu de l'historiographie militaire bourgeoise. Les admirateurs de Schlieffen l'entouraient du nimbe de l'infaillibilité. Ils prétendaient que le plan Schlieffen avait été dilué par Moltke et sa réalisation insuffisante du fait de fautes de commandement. Ainsi, tentaient-ils de démontrer, l'Allemagne aurait pu gagner la Première Guerre mondiale et les théories stratégiques-opérationnelles de Schlieffen valaient pour la guerre de revanche. Ce que l'on appelle « École de Schlieffen » eut une influence déterminante sur la pensée et l'action de l'impérialisme fasciste allemand. »

— Article « Plan Schlieffen » du Dictionnaire pour l'histoire militaire allemande, Berlin-Est, 1987.

### Post-1990
Le débat rebondit après la fin de la guerre froide, grâce à l'ouverture des archives de la RDA et au retour d'une partie des documents saisis en 1945 et conservés pendant cinquante ans à Moscou. Aux publications des Archives du Reich pendant l'entre-deux-guerres et de Ritter en 1956, se rajoutent désormais des documents sur les voyages d'état-major et les directives de marche, mais les sources restent parcellaires à cause des destructions de 1945, donc sujettes à interprétations.
À partir de plusieurs de ces documents, Terence Zuber, ancien officier de l'armée américaine ayant servi en Allemagne, rédige un article en 1999 et trois ouvrages publiés de 2002 à 2011, remettant en cause le caractère opérationnel du mémoire de 1905, qui serait une « aberration isolée », sans influence sur les plans de Moltke le Jeune. Dans son premier livre Inventing the Schlieffen Plan (« inventer le plan Schlieffen ») en 2002, Zuber fonde son argumentation sur trois éléments : Schlieffen n'a pas testé la manœuvre lors d'un Kriegspiel, ceux de 1904 et 1905 étant des scénarios différents, avec des batailles décisives en Lorraine et en Belgique, mais pas dans le Nord de la France ; un exemplaire du mémoire a été conservé par les deux filles de Schlieffen, ce qui est improbable pour un secret militaire ; le mémoire mentionne des unités qui n'existent pas, y compris des corps d'armée d'active ou de réserve : le mémoire ne serait qu'un argument pour réclamer la mobilisation de plus d'hommes. Zuber considère donc que le Denkschrift de 1905 n'est pas un plan de guerre, et que cette idée a été inventée après-guerre par Wilhelm Grœner, Hermann von Kuhl et Wolfgang Foerster pour rejeter la faute sur Moltke et Bülow. En se basant sur les directives de Moltke de 1914, Zuber rappelle que la mission de la 1re armée était de protéger le flanc de la 2e armée (qui comptait plus de troupes, dont la prestigieuse Garde), d'où sa subordination, et non de servir de fer de lance à l'enveloppement. Toujours selon Zuber, « il n'y a jamais eu de plan Schlieffen », dédouanant complètement l'Allemagne de la responsabilité dans le déclenchement de la guerre : « l'accusation du militarisme allemand doit maintenant être soutenue sans l'argument du Plan Schlieffen. Loin d'avoir un plan de guerre agressif en 1914, les armées allemandes restent initialement sur la défensive en Prusse orientale comme en Lorraine ».
Cette thèse a donné lieu à une controverse, Zuber et ses contradicteurs échangeant leurs arguments dans des articles publiés de 2001 à 2010. Le premier a été Terence Holmes, professeur à l'université de Swansea, qui a fait publier des articles de 2001 à 2009 affirmant que le mémoire de 1905 correspond bien à un plan opérationnel utilisant les ressources dont dispose l'armée allemande dans les années qui suivent. Se rajoutent Annika Mombauer, qui insiste sur l'influence des décisions militaires sur les aspects diplomatiques et qui rappelle que le plan Schlieffen prouve la responsabilité allemande dans le déclenchement de la Première Guerre mondiale, puis Robert Foley qui répète que les plans de 1906 jusqu'à 1914 prévoient bien un déploiement massif à l'ouest et qu'ils sont directement influencés par les idées de Schlieffen développés en 1905. Enfin le lieutenant-colonel Gerhard Groß, historien allemand du MGFA (Militärgeschichtliches Forschungsamt : service de recherche en histoire militaire), réaffirme dans These Was a Schlieffen Plan, publié en 2006 à partir de l'analyse de nouvelles sources, que le plan a bien été testé lors du voyage d'état-major de 1905 et qu'il a bien été repris comme doctrine stratégique par Moltke le Jeune. Zuber répond à ses adversaires dans une série d'articles : « Terence Holmes Reinvents the Schlieffen Plan » (2001), « Terence Holmes Reinvents the Schlieffen Plan - Again » (2003), « The “Schlieffen Plan” and German War Guilt » (2007), « Everybody Knows There Was a Schlieffen Plan: A Reply to Annika Mombauer » (2008), « There Never Was a “Schlieffen Plan”: A Reply to Gerhard Gross » et « The Schlieffen Plan "Ghost Divisions" March Again: A Reply to Terence Holmes » (2010).
En 2012, Pierre-Yves Hénin fait publier une synthèse : Le plan Schlieffen : un mois de guerre - deux siècles de controverses. La première partie est consacrée à la genèse de la planification depuis le début du XIXe siècle (influence de Clausewitz), le replaçant parmi un siècle de réflexions stratégiques allemandes ; s'y trouve une traduction en français du mémoire de 1905 ; la deuxième partie est consacrée aux années 1906 à 1914, la troisième à une analyse des publications depuis 1918. « Si la thèse de Zuber ne peut être acceptée en l'état, elle aura fortement contribué à une déconstruction des mythes attachés au Plan Schlieffen, tant par ses zélateurs du premier après-guerre que par ses détracteurs du second ». Hénin présente le mémoire et les commentaires des voyages d'état-major écrits par Schlieffen comme des études opérationnelles, des présentations et des perspectives qui viennent en complément du plan de déploiement et des instructions initiales. Ce concept opérationnel a des variantes, par exemple le passage à l'ouest de Paris (cas du scénario Kuhl et du mémoire) ou à l'est (cas du scénario Freytag), visant à s'adapter à la situation, selon le principe énoncé par Moltke l'Ancien :

« Les conséquences matérielles et morales de toute rencontre importante ont une telle portée qu'elle créent la plupart du temps une situation entièrement différente réclamant de nouvelles mesures. Il n'y a pas de plan d'opération qui puisse avec quelque certitude s'étendre au-delà de la première rencontre avec les principales forces de l'ennemi. Seul le profane s'imagine qu'une campagne peut se développer et s'exécuter suivant un plan primordial, conçu à l'avance, réglé dans tous ses détails et maintenu jusqu'à la fin. »

— Helmuth von Moltke.
En dehors de ces querelles entre spécialistes, d'autres auteurs continuent à présenter le plan de déploiement comme un plan d'opération avec un timing serré, que tout retard perturberait, allant jusqu'à en faire le responsable des exactions allemandes sur les civils.